# トヨタ・ノア
ノア（NOAH）は、トヨタ自動車が販売しているミニバン型乗用車である。製造はトヨタ車体富士松工場が担当している。

## 概要
先代モデル「タウンエースノア」「ライトエースノア」（「デルタワゴン」）の後輪駆動方式からイプサムのプラットフォームを活用した前輪駆動方式に転換して低床化し、スライドドアを後席左側だけではなく後席右側にも設け、またエアロパーツ装備が前提となるなど現代的な改良が計られている。また、窓を開けた状態でスライドドアを開けようとすると途中で止まる安全装置が機能する。
本モデルからタウンエース/ライトエースの名が外れ、トヨタカローラ店販売車種がこの「ノア」（旧タウンエース）、ネッツ店販売車種が「ヴォクシー」（旧ライトエース）と改名している。ダイハツ向け姉妹車は廃止された。
三角窓状の嵌め込み窓があり、ヴォクシー同様、2代目までセンターメーター、3代目からはオーソドックスなアナログメーターを採用している。なお2代目から香港とマカオでも販売がされている。
3代目ではノアとヴォクシーの発売に遅れてトヨタ店・トヨペット店向けの姉妹車「エスクァイア」が登場し、かつての「タウンエース3兄弟(タウンエース、ライトエース、マスターエース)」の構図が復活。トヨタとしては80-90年代にかけて展開された「マークII三兄弟」以来の3兄弟となる。これによりポルテ&スペイド同様、実質的な全店併売車種となった。その後、3兄弟ともに全店併売へ移行され、3兄弟のグレード体系が整理された際、ヴォクシーから5ナンバーのスタンダード仕様を引き継いだことで、3兄弟の中ではグレード体系が多いポジションとなった。
エスクァイアは1代限りで販売終了となったため、4代目は発売当初ヴォクシーとの2兄弟車種に戻ったものの、後にスズキへランディとしてOEM供給を開始。メーカーを跨ぎながらも3兄弟体制が復活した。

## 初代 R60G型 （2001年 - 2007年）

### 年表
- 2001年11月16日 - タウンエースノアの後継車として登場。FFになり、プラットフォームは新設計。キャッチフレーズは「ノアなら叶う、夢がある」で、CMキャラクターには筧利夫と水野真紀が起用された。
- 2002年7月17日 - Xをベースに、X・Gセレクションの便利機能（ワイヤレスドアロックリモートコントロール、電動格納式カラードリモコンドアミラーなど）に加え、DVDボイスナビゲーション付ワイドマルチAVステーション&6スピーカー、音声ガイダンス付バックガイドモニター、スライドドアイージークローザーを装備した特別仕様車「Xナビスペシャル」を発売。
  - 8月1日 - X・Vセレクション、S・Vセレクション、L・Gセレクションの3グレードを追加。
  - 12月18日 - Xをベースに、Sに採用されている外内装や専用エンブレム、UVカット機能付プライバシーガラス（リヤサイド・リヤクォーター・バックドア）や電動格納式カラードリモコンドアミラーを装備した特別仕様車「X S-Edition」を発売。
- 2003年5月6日 - XをベースにGセレクションの装備（オートエアコンやUVカット機能付プライバシーガラスなど）やDVDボイスナビゲーション付ワイドマルチAVステーション、音声ガイダンス機能付バックガイドモニター、ブラインドコーナーモニターなどの特別装備を加え、高級感ある仕様とした特別仕様車「X エルセオエディション」を発売。ちなみに、かつて同じカローラ店で取り扱っていたエスティマルシーダにも「エルセオ」というグレードが存在した。
  - 8月1日 - 一部改良。メーカーオプションのDVDナビゲーションがG-BOOKに対応。また、特別仕様車の「X エルセオエディション」は仕様変更（装備されるDVDナビがG-BOOKに対応）するとともに、青を基調とした内外装とした「X エルセオエディション・ブルーパッケージ」を追加発売。
  - 12月24日 - ウェルキャブの助手席リフトアップシート車とサイドリフトアップシート車を一部改良。リフトアップシートに電動リクライニング機能を追加し、サイドリフトアップシート車の脱着タイプにはシートを車椅子として使用するための脱着操作方法を改良し、車椅子のホイールベースを拡大したことで安定感を高めた。
- 2004年8月17日 - マイナーチェンジ。キャッチフレーズは「ドリーム・ナビゲーター」で、CMキャラクターは山本太郎とはしのえみに交代された。フロントバンパー、ヘッドランプ、テールランプ、メーター、エアコンパネルなどを変更。またグレードエンブレムが左から右に移っている。同時に、かつてタウンエースワゴンにあったSWグレードのように、乗用登録でありながら2列・5人乗りのグレードYYを追加。全車Super CVT-iを搭載したことで、「平成17年基準排出ガス50%低減レベル（☆☆☆）」と「平成22年度燃費基準+5%」を同時に達成した。
- 2005年4月21日 - Xをベースに、デュアルパワースライドドアやディスチャージヘッドランプなどを装備した特別仕様車「X Limited」を発売。
  - 8月2日 - 一部改良。排出ガスをクリーン化し、「平成17年基準排出ガス75%低減レベル（☆☆☆☆）」を取得。左フロントフェンダー上にサイドアンダーミラーとヘッドランプにレベリング機構を追加。また、特別仕様車の「X Limited」もベース車改良に伴う新仕様で発売された。
- 2006年8月8日 - Xをベースに、デュアルパワースライドドア、マルチ回転セカンドシート、ディスチャージヘッドランプなどの充実した装備を加えた特別仕様車「X Special Edition」を発売。また、ウェルキャブの助手席リフトアップシート車と車いす仕様車（スロープタイプ）にも特別仕様車「X Special Edition」を設定した。
- 2007年5月[1] - 生産終了。在庫対応分のみの販売となる。
- 2007年6月 - 2代目と入れ替わる形で販売終了。

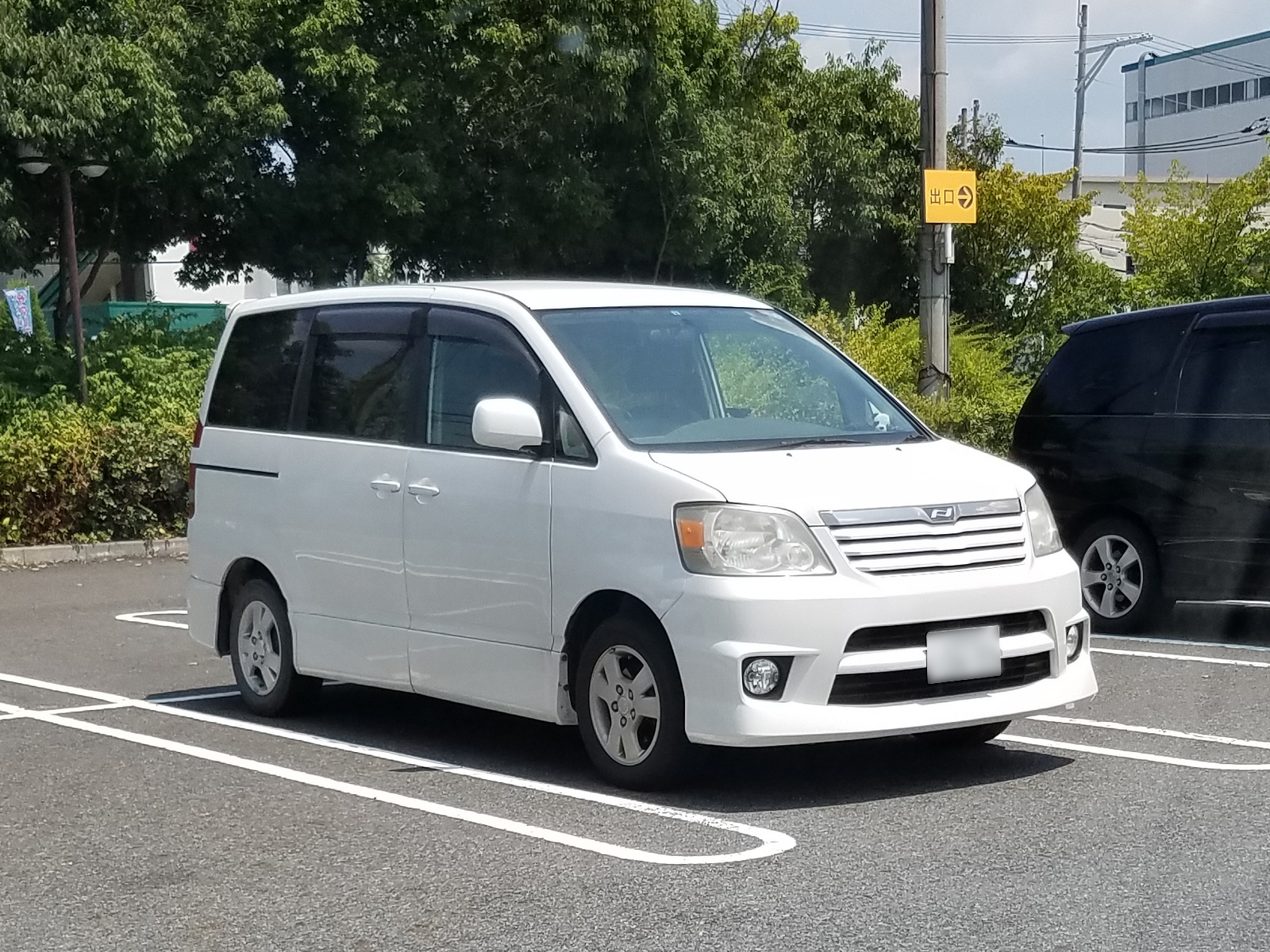
前期型 S
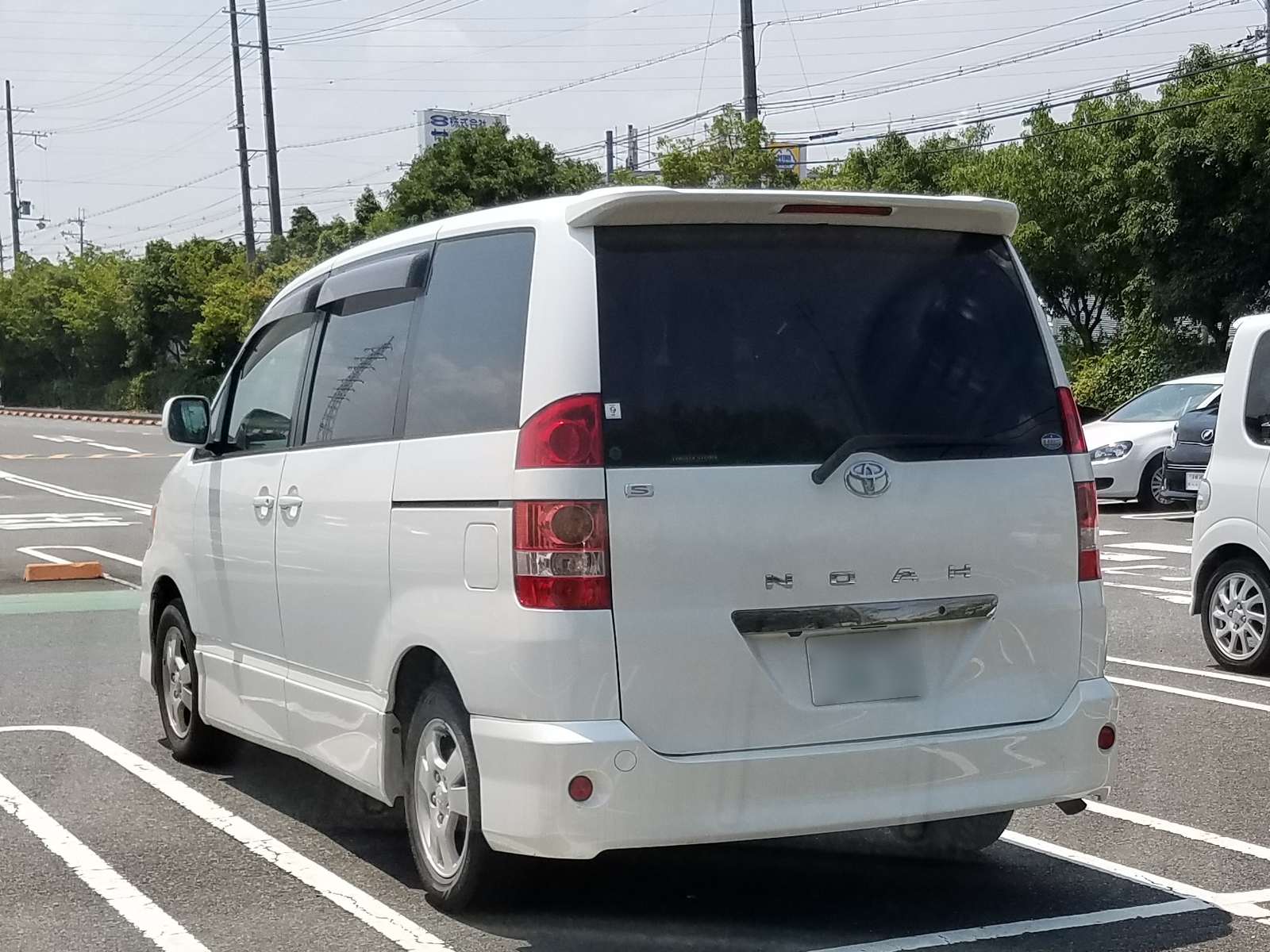
前期型 S
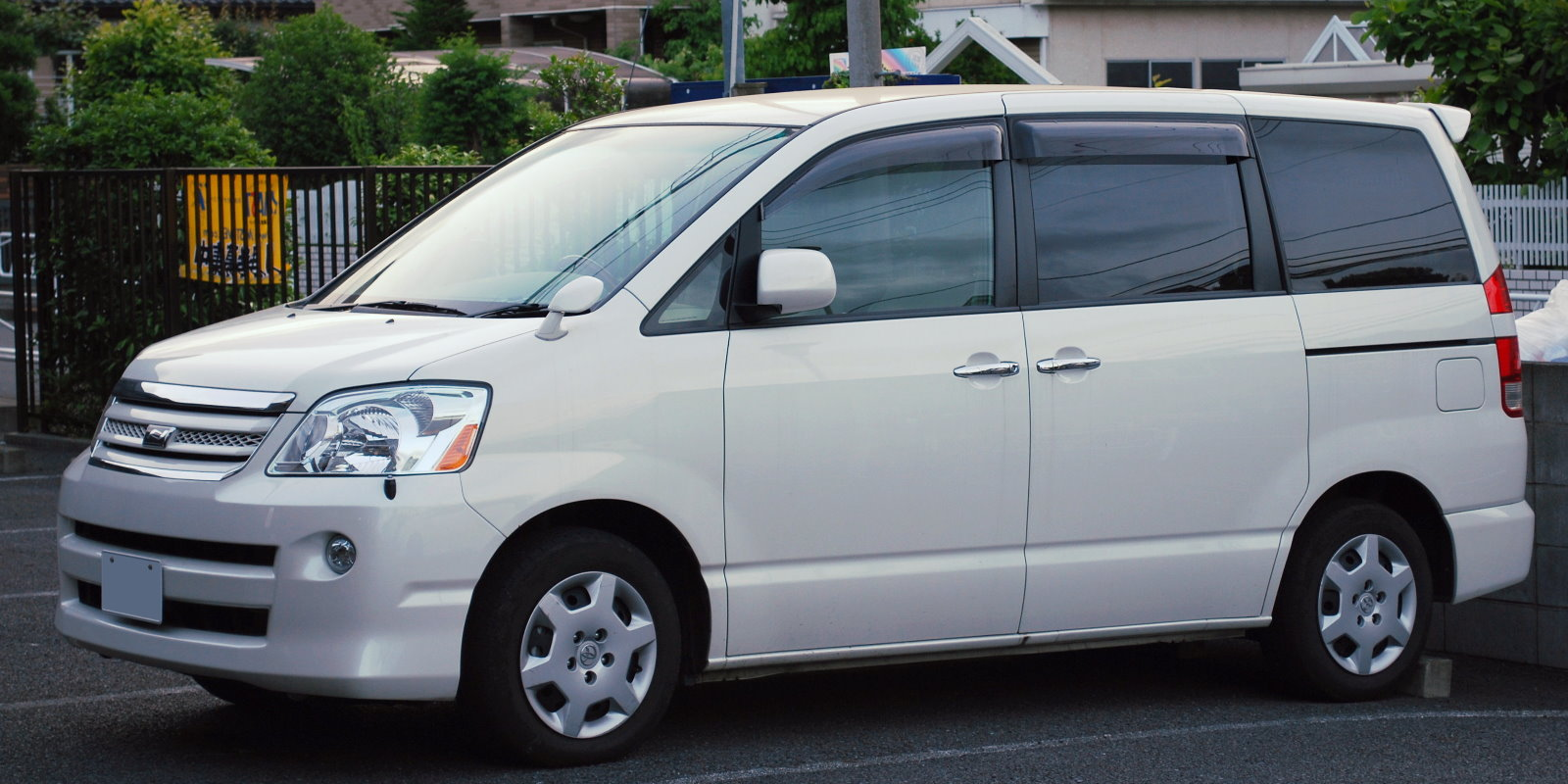
後期型 X（2005年8月[注 2] - 2007年6月）
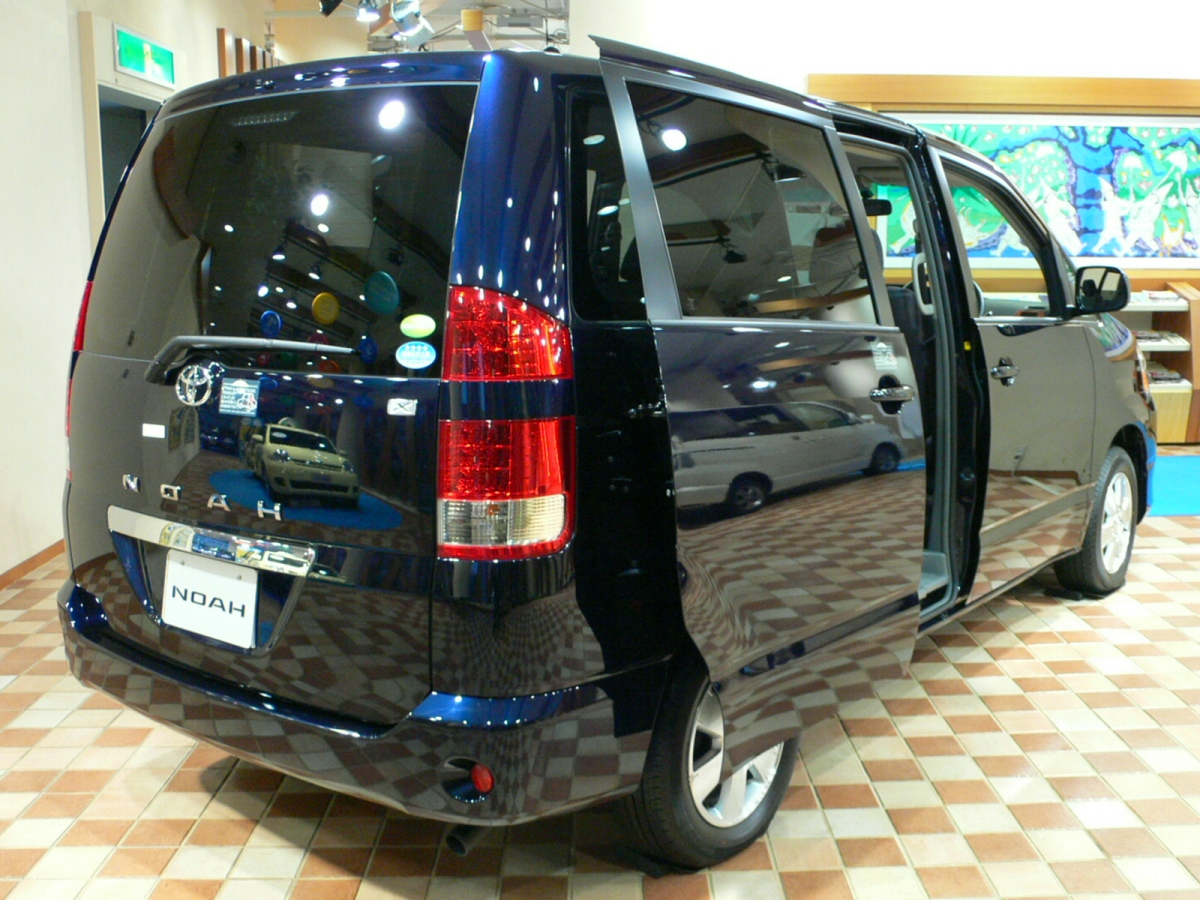
後方より

## 2代目 R70G/W/R型 （2007年 - 2014年）
初代モデルが好評だったため、キープコンセプトでのフルモデルチェンジとなった。プラットフォームは先代のものを改良して引き続き使用し、センターメーターも引き続き採用されている。また、この2代目には、「バルブマチック」という、新システムを採用したエンジンが初めてSiに搭載された。また、燃費性能も向上され、全車「平成22年度燃費基準+20%」を達成している（後に、2WD車と「Si」の4WD車は「平成22年度燃費基準+25%」達成）。ボディーサイズは、基本的に先代と同じく5ナンバーサイズを保っているが、Si, Sはワイド化されたフロントフェンダーとエアロパーツの装着によって全幅が1,720mmに拡大し、3ナンバー車となる。また、当モデルの3ナンバー車は渦巻き型のホーンが標準で装備されている。Siにはアイシスに続きトヨタのミニバンとしては2車種目となるパドルシフトが装着される。また、サードシートにはワンタッチで折り畳みから跳ね上げまでできる世界初の「ワンタッチスペースアップシート」を装備した。
路線バスとしての使用例もあり、岡山県内に本拠地を置く中鉄バスがコミュニティバス用に保有している。また、トヨタ自動車東日本の工場がある岩手県内に本拠地を置く岩手朝日テレビでは本車を(同局のラッピングが描かれた)ロケ車として保有している。
- 2007年6月27日 - フルモデルチェンジ。目標月間販売台数は、5000台と発表されている。キャッチフレーズは「家族は恋人」で、CMキャラクターは酒井法子と佐々木蔵之介を起用。
- 2008年6月23日 - エアログレードのSをベースに、Gと同等のシート・ドアトリム表皮、本革巻き&木目調の4本スポークステアリングホイール・シフトノブを採用、デュアルパワースライドドアとスマートエントリー&スタートシステム（端末を身につけることで、キーの施錠・解除並びにエンジンの始動・停止がそれぞれのボタン一つでできる機能）を装備した特別仕様車「S G Edition」を発売。
- 2009年4月27日 - Xをベースに、スマートエントリー&スタートシステム、デュアルパワースライドドアなどを装備した特別仕様車「X Smart Edition」を発売。
- 2010年4月27日 - マイナーチェンジ。キャッチフレーズは「この国に、もっと団らんを。」で、CMキャラクターは松下由樹と野村克也（カピバラの声）に交代された。従来は「Si」のみだったバルブマチック付エンジン3ZR-FAE型を全グレードに拡大した他、7速スポーツシーケンシャルシフトマチックを全車に搭載。これにより、全車で「平成22年度燃費基準+25%」を達成した（現在は2WD車全車および「YY」・「X」を除く4WD車は「平成27年度燃費基準」を達成している、「X」の4WD車はオプション装着により車両重量が1,660kg以上となった場合に「平成27年度燃費基準」を達成する）。また、セカンドシートアレンジの変更を行い、7人乗り仕様にはマルチ回転キャプテンシート、8人乗り仕様には6：4分割チップアップシートを新採用した。また、セカンドとサードシートの中央席にELR付3点式シートベルトとヘッドレストを追加し、安全性を向上。外装もフロント周りやリアコンビネーションランプ、ホイールのデザインを変更した。
  - 6月30日 - マイナーチェンジとともに発表されていた自社開発のスポーティードレスアップモデル「TOYOTA G SPORTS（通称：G's）」シリーズの販売を開始。「S」・「Si」をベースに、専用18インチアルミホイール(赤ライン仕様はメーカーオプション)・専用アルミペダル・専用スポーツブレーキパッド・専用ローダウンサスペンション・専用フロントグリル&フードモール等を装備し、赤ステッチ&ピアノブラック加飾が施されたインテリアを採用。また、「Si"G's Version EDGE"」では「Si"G's"」の装備に加え、剛性アップパーツと床下空力パーツを追加装備し、卓越した走行安定性・操舵安定性・乗り心地の向上を実現した。なお、「G's」では、リアに装着されている「VALVE MATIC」エンブレムが「G's」エンブレムに変更となる。
  - 9月30日 - 前年に発売されていた「X"Smart Edition"」を再発売。前回の装備内容に加え、メッキインサイドドアハンドル（フロント）、高輝度シルバー塗装ドアスイッチベース&ドアハンドルベゼル（フロント・スライドドア）、運転席・助手席大型バニティミラー（フロント、ランプ付）、6スピーカーを追加するとともに、内装色でブラックかグレージュを選べるようになった。
- 2011年5月16日 - "G SPORTS"シリーズを一部改良（同年6月7日販売開始）。運転席・助手席にホールド性の高い専用スポーティシートを採用するとともに、全席のシート表皮を黒基調に変更した。
  - 5月20日 - トヨタカローラ店チャネル創立50周年を記念した特別仕様車「Si"Rayish（レイッシュ）"」を発表（同年6月7日販売開始）。"Rayish"とは、光を意味する「Ray」と〜的なを意味する「〜ish」を合わせた造語で、光の輝きを表した高級感ある仕様となっている。具体的にはヘッドランプエクステンションにはスモーク塗装とセピアゴールドの専用加飾を、ドアスイッチベース・ドアハンドルベゼル（フロント・スライドドア）・センタークラスター&ステアリングスイッチベゼルにはシャンパンゴールドの専用加飾を施し、さらに、高輝度シルバーメタリック塗装のフロントフォグランプベゼルとメッキドアハンドル（アウトサイド、インサイドのフロントドア）を採用した。また、機能面でもイージークローザーと挟み込み防止機能を備えたデュアルパワースライドドアを装備した。ボディカラーは特別設定色のボルドーマイカメタリックを含む4色を設定した。
- 2012年9月25日 - 「X」をベースに、"L Selection"の装備内容に加え、デュアルパワースライドドア（両側イージークローザー&挟み込み防止機能付）、スマートエントリー&スタートシステム（アンサーバック機能付・スマートキー2本）、快適温熱シート&角度調節式アームレスト（運転席・助手席）、プラズマクラスター、リヤオートエアコン、メッキアウトサイドドアハンドル、本革巻き&黒木目調4本スポークステアリングホイール及びシフトノブを装備し、ドアスイッチベース&ドアハンドルベゼルに高輝度シルバー塗装を、ジャージ（ラグジュアリー）シート表皮にブラックを採用し、利便性・快適性・内外装の質感を向上させた特別仕様車「X"G Edition"」を発売。ボディカラーは特別設定色の「ボルドーマイカメタリック」を含む5色を設定。併せて、2010年9月から販売されている「X"Smart Edition"」にはボディカラーに「ブラック」を追加した。
- 2013年4月16日 - 「X」をベースに、"L Selection"の装備内容に加え、デュアルパワースライドドア（両側イージークローザー&挟み込み防止機能付）、スマートエントリー&スタートシステム（アンサーバック機能付・スマートキー2本）、盗難防止システム（エンジンイモビライザーシステム）、スーパーUVカットガラス（グリーン、フロントドア）を特別装備し、インサイドドアハンドル（フロント）やドアスイッチベース&ドアハンドルベゼル（フロント・スライドドア）に高輝度シルバー塗装を採用した特別仕様車「X"Special Edition"」を発売。
- 2013年12月[2] - 生産終了。在庫対応分のみの販売となる。
- 2014年1月 - 3代目と入れ替わって販売終了。

当型は香港、マカオ、タイ、ブルネイ、マレーシア、シンガポールでエアロモデルとノーマルモデルの2グレード展開で販売されていた（形式はZRR7#Rとなっている）。
また、インドネシアにおいては、「NAV1」（ナブワン）の車名で2017年現在においても販売されている。

### 初代との比較
- エンジンが1AZ-FSEから3ZR-FE, 3ZR-FAEに変わり、さらにトランスミッションがCVTになったため、加速性能や静粛性、燃費が向上された。なお、2010年4月のマイナーチェンジで、エンジンは3ZR-FAEに統一された。
- 今回よりエアログレードが3ナンバー化となった。
- 一部車種には4輪ディスクブレーキを搭載。
- エンジン、シャーシがカローラ系と共通化となった（エンジンやブレーキ関係）。
- ヘッドライトがプロジェクター化されたことに従い、視認性が向上。
- スマートエントリー&スタートシステムを設定。
- ナンバープレートの装着位置が下部ガーニッシュ内からテールゲート中央へ変更された。

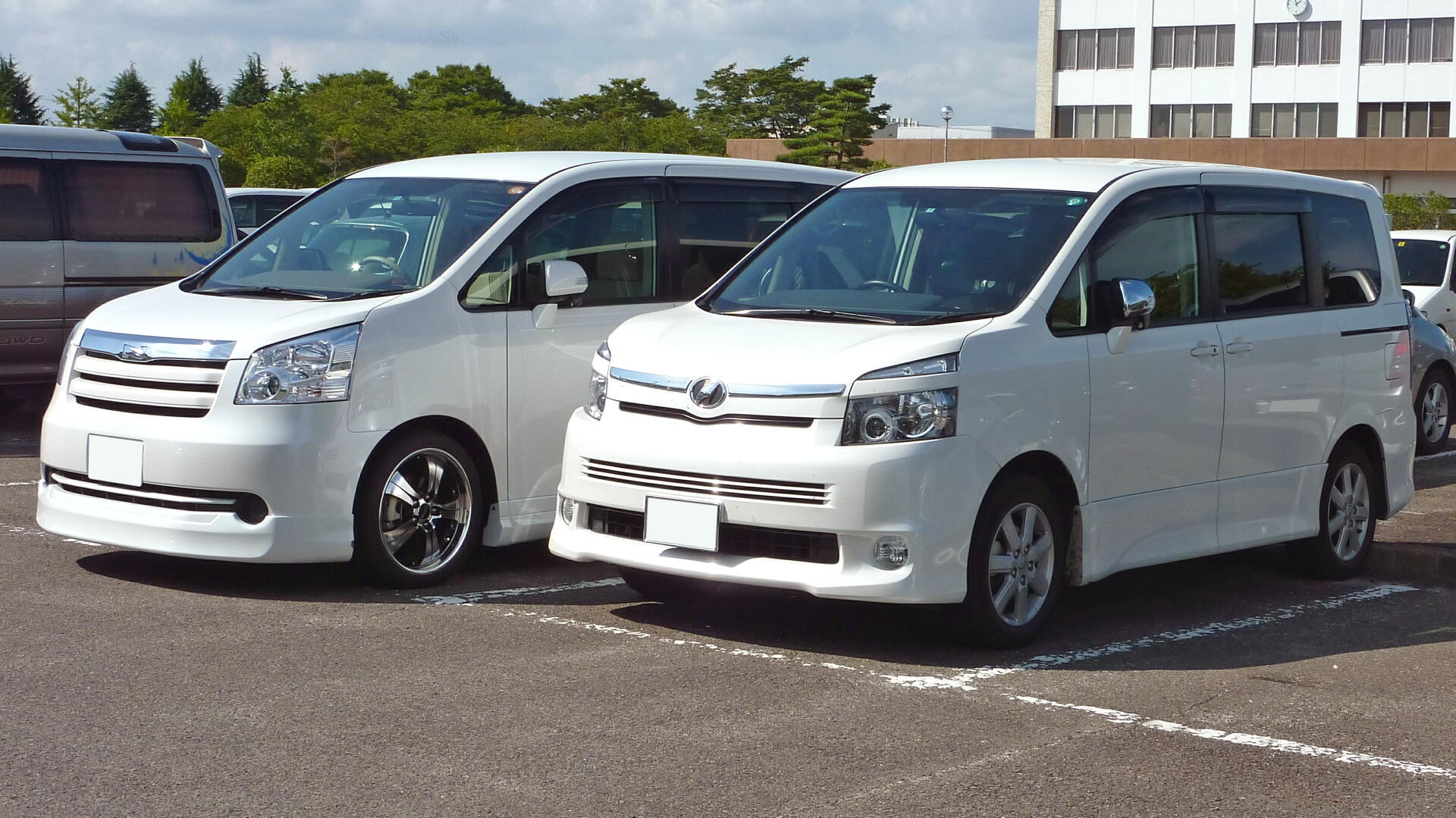
ノアとヴォクシーの対比
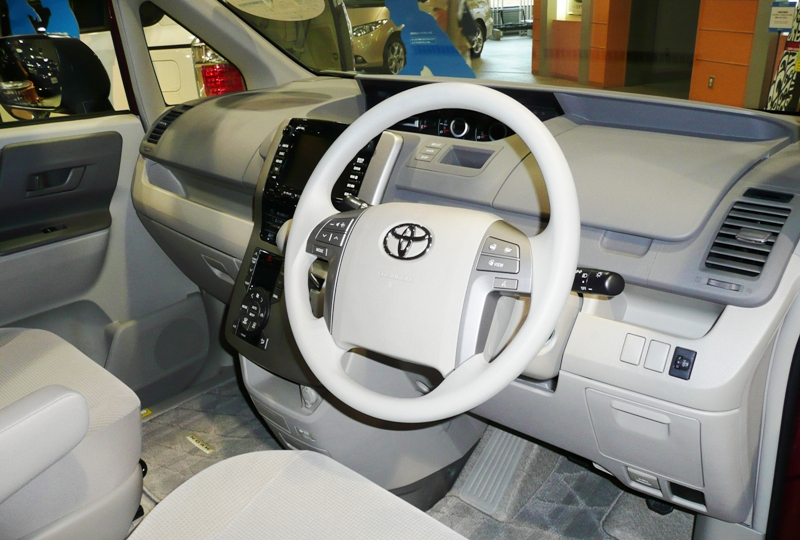
車内 (X)
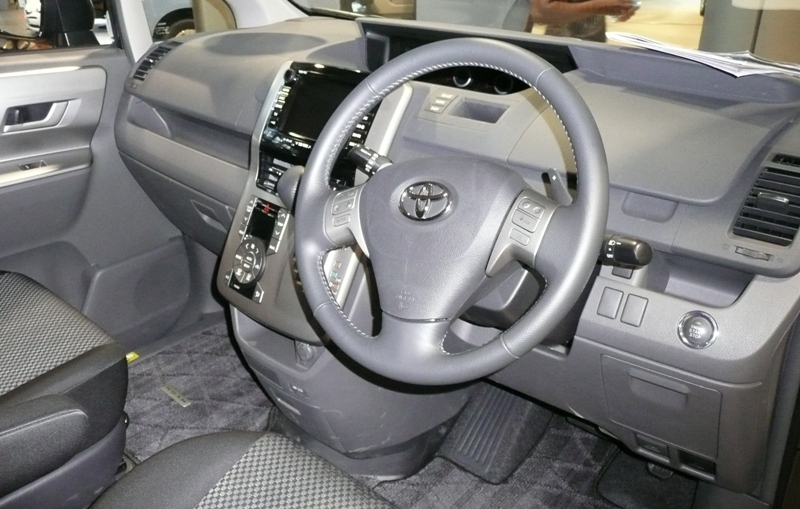
車内 (Si)
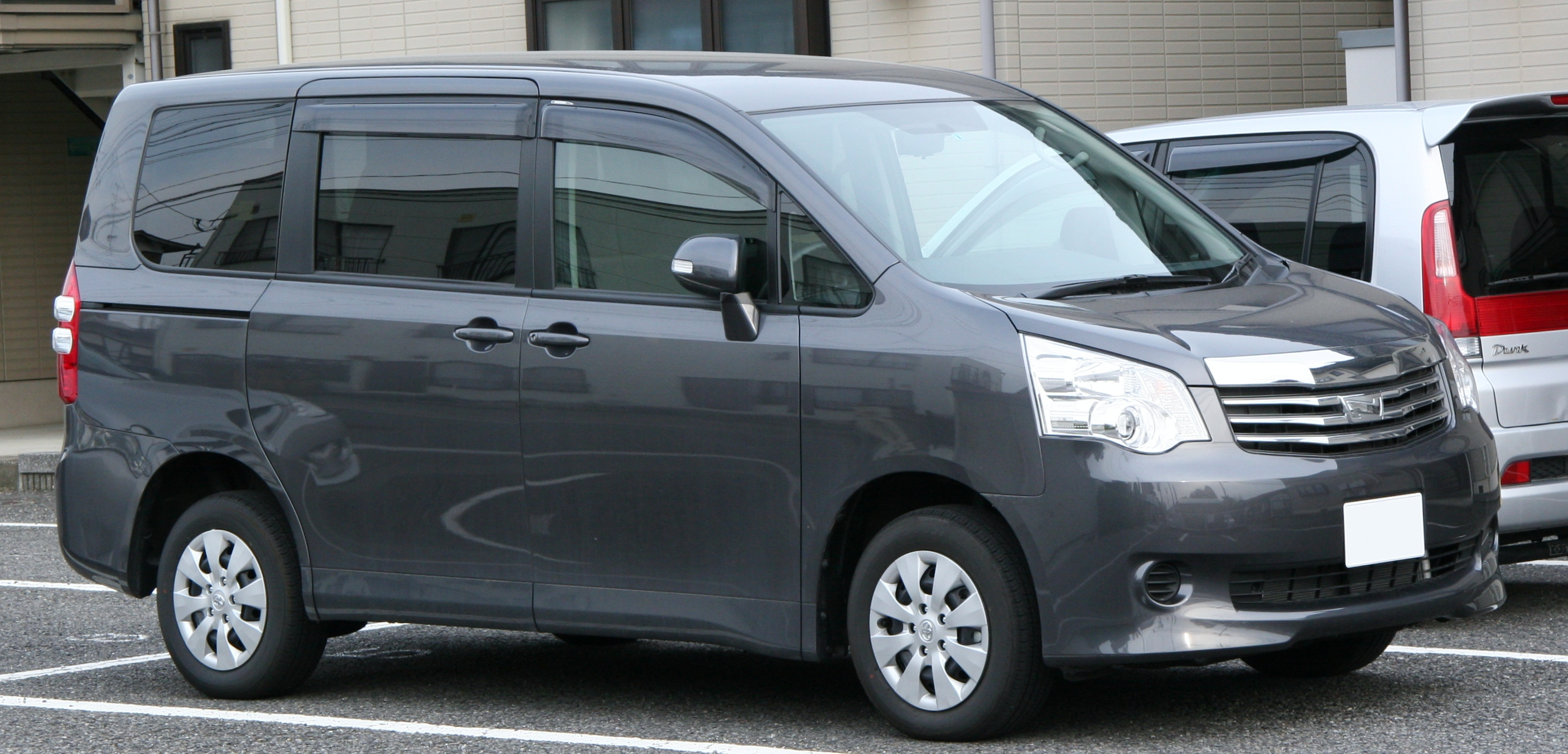
後期型 X（2010年4月 - 2014年1月）
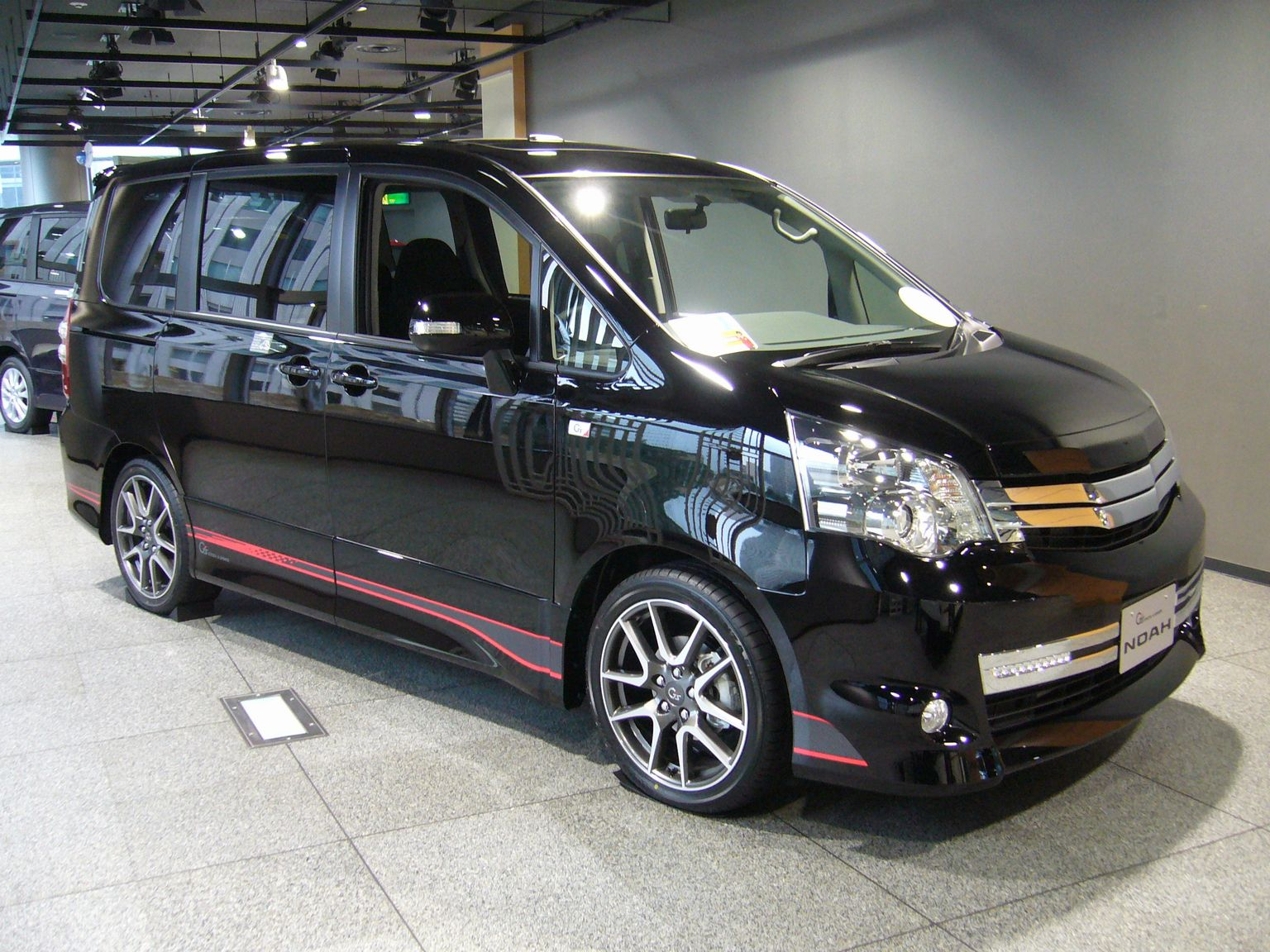
G's　フロント
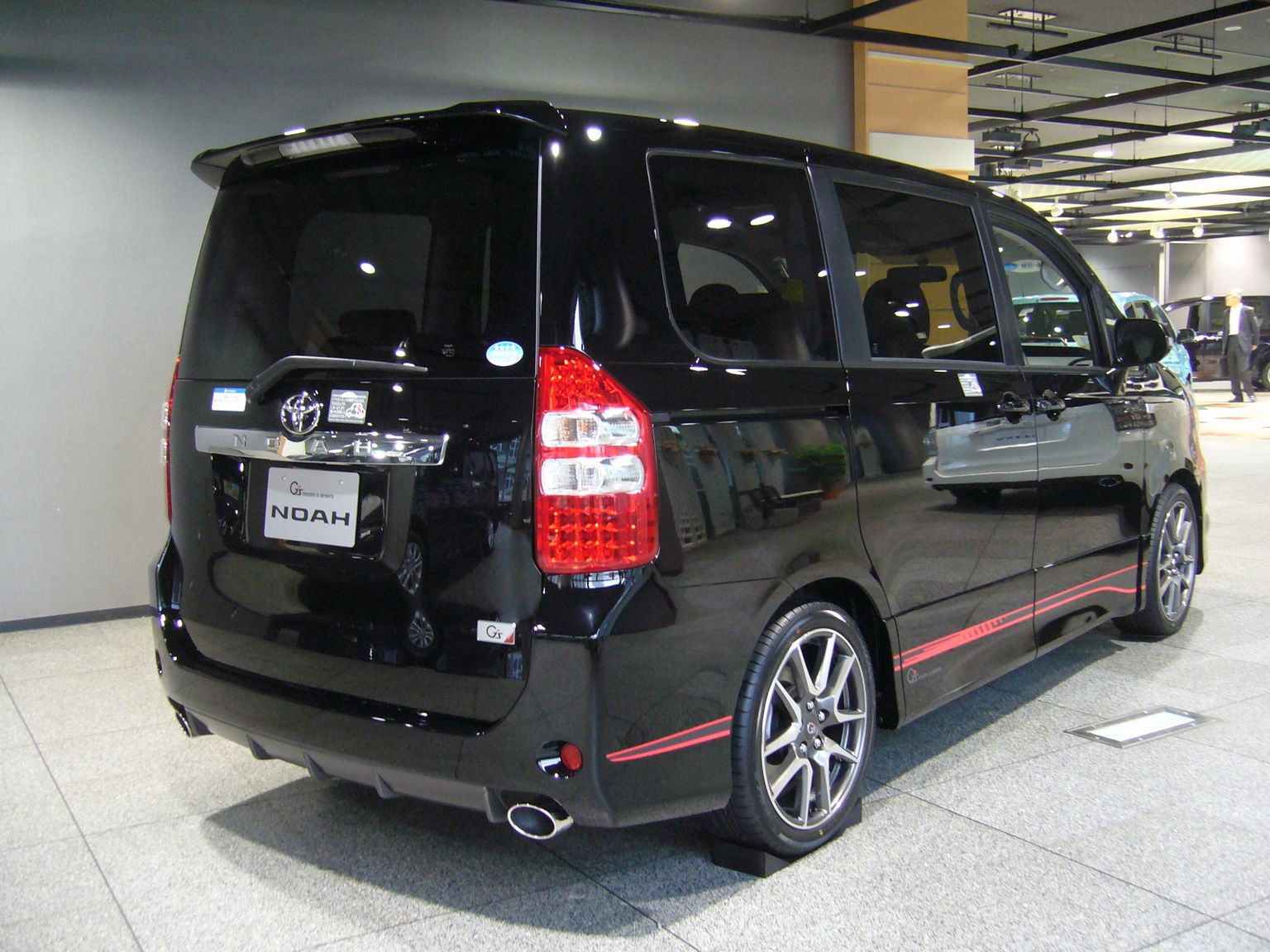
G's　リア
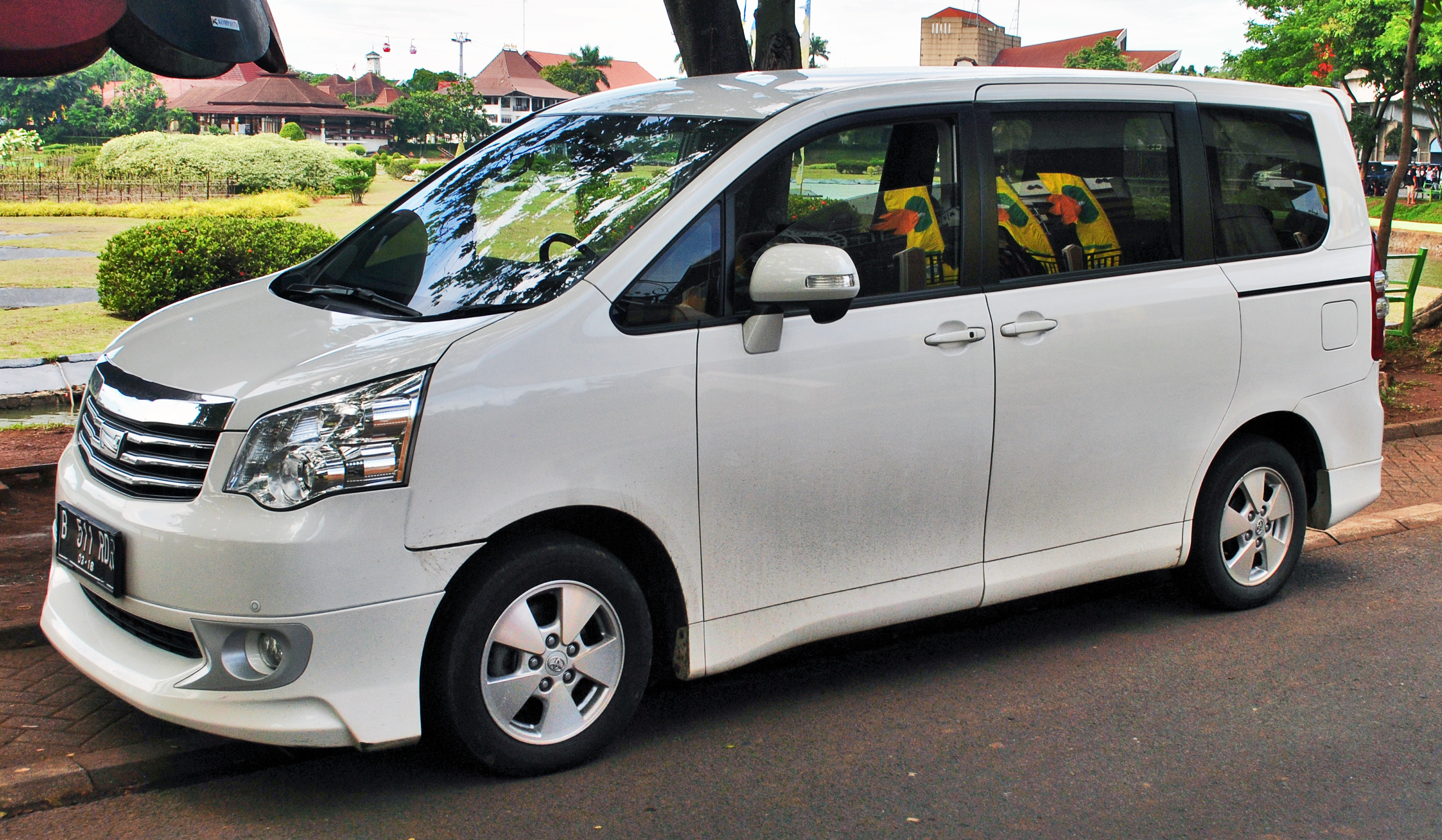
インドネシア仕様　NAV1　フロント
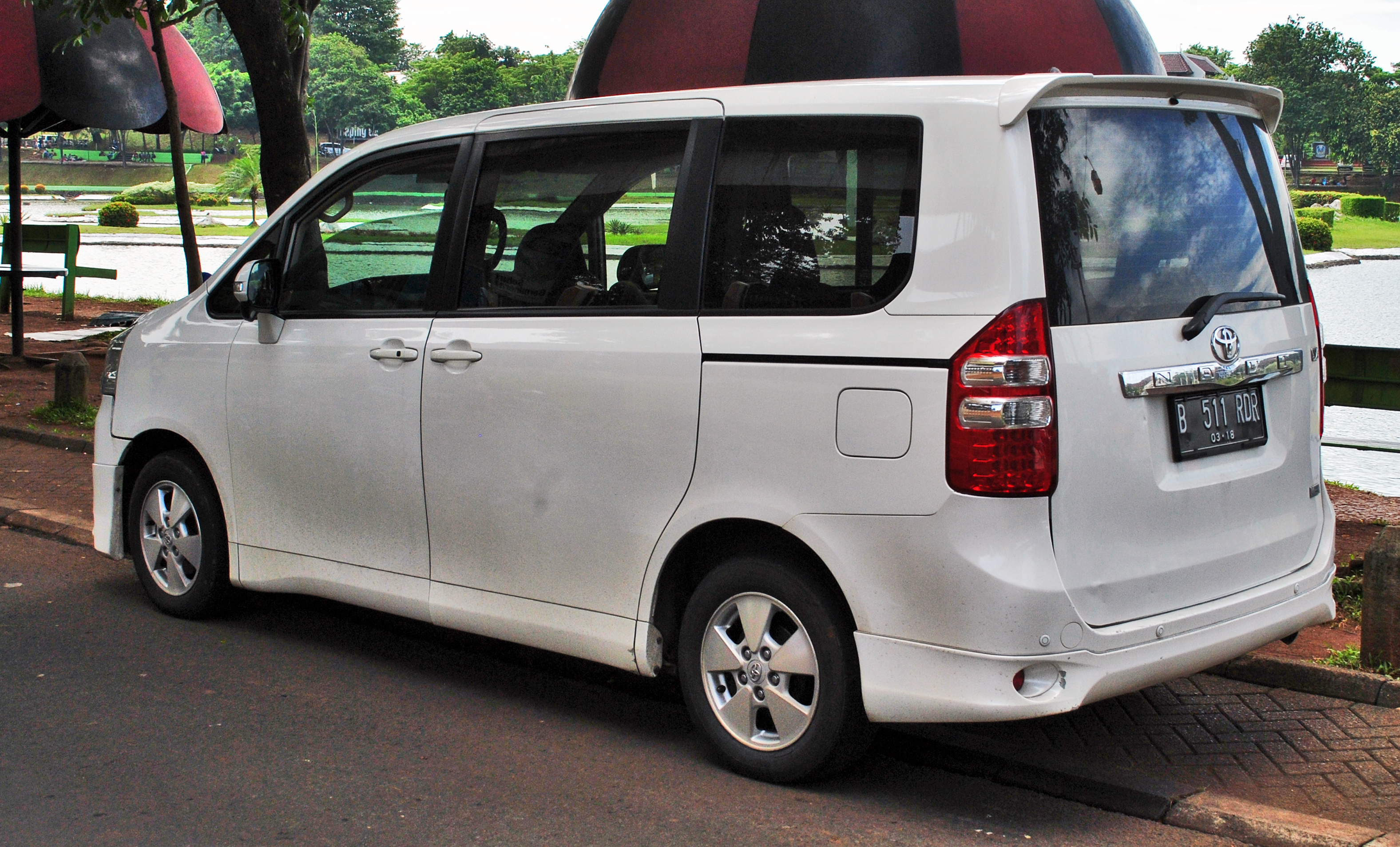
インドネシア仕様　NAV1　リヤ

## 3代目 R80G/W型（2014年 - 2021年）
エクステリアは、3代目ヴォクシーと共通のデザインコンセプト「EMOTIONAL BOX」を掲げ、車外からでも室内の広さがわかる力強いハコ（箱）とし、アンダーグリルと一体化した大型フロントグリルとヘッドランプの組み合わせにより、ワイド感とフロントマスクの厚みを持たせ、ミニバンの王道を行く"堂々感"を表現。また、2代目に引き続いてドレスアップ仕様（3ナンバー登録）の「Si」を設定し、迫力のあるフロントフェイスと低重心のワイドボディを専用フロントフェンダーパーツで強調させ、圧倒的な存在感を持たせた。なお、リアワイパーの位置が2代目までのバックドアガラスの下からバックドアガラス上部に移動された。
インテリアでは、ダッシュパネルより後方のボディ骨格を一新した低床フラットフロアの採用により、全高を2代目に比べて25mm低くしながら、室内高が60mm高くなったことで広い室内空間とステップがない乗り込みによる乗降性の向上を実現したほか、荷室フロアも60mm低くするとともにサードシートをの収納構造を工夫したことで、荷室空間の使い勝手を高めた。さらにサスペンション構造も変更され、旋回時のロールやクルマの無駄な動きを抑えることで、揺れが少ないフラットな乗り心地や、安定感がある操舵安定性を実現した。
また、3代目プリウスのものを移植した形の1.8Lミラーサイクルエンジンである2ZR-FXE型にモーターを組み合わせたリダクション機構付THS IIを採用したハイブリッド車を新設定。ガソリン車は先代に引き続き3ZR-FAE型を搭載するが、バルブマチックの改良を行ったほか、一部グレードを除く全車にアイドリングストップシステムを搭載。トランスミッションはアイドリングストップシステムと協調制御する電動オイルポンプと、運転状態に応じてエネルギー消費を最適化する2ポート型オイルポンプを備えたことで、クラストップレベルの変速比幅を実現した「Super CVT-i」の採用により燃費を向上し、ハイブリッド車のみならず、ガソリン車（「X"V Package"」及び車両重量1650kg以下の「X」の4WD車を除く）も「平成27年度燃費基準+20%」を達成した。
グレード体系はガソリン車は「X」・「G」・「Si」の3グレードに整理され、「X」には、ヘッドランプをハロゲンにグレードダウンし、アイドリングストップシステムなどの一部装備を非装備化した廉価パッケージ「V Package」が用意されていた。ハイブリッド車は「HYBRID X」と「HYBRID G」が用意される。なお、初代・2代目ではリアに装着されていたグレードバッジがなくなり、初代～2代目まで設定されていた「YY」に相当する5人乗り仕様が設定されなくなった。

### 年表
2014年1月20日
フルモデルチェンジ。（ガソリン車は同日発売。ハイブリッド車は2月24日発売）
キャッチフレーズは「ようこそ。あした」で、CMキャラクターにはイライジャ・ウッドとピーターラビットが起用された。ボディカラーは新色の「ダークシェリーマイカメタリック」を含む7色を設定した。
2015年4月2日
特別仕様車「X "Delight Plus"」を発売。
「X」・「HYBRID X」をベースに、ワンタッチスイッチ付デュアルパワースライドドアやスーパーUVカットグリーンガラス（フロントドア）を特別装備したほか、「X」は「HYBRID X」に標準装備されているスマートエントリーシステムと盗難防止システムも特別装備した。ボディカラーは特別設定色の「アイスチタニウムマイカメタリック」を含む4色を設定した。
2016年1月6日
一部改良。
新たに、レーザーレーダーと単眼カメラの2つのセンサーを採用し、プリクラッシュセーフティシステム、レーンディパーチャーアラート、オートマチックハイビームをセットにした衝突回避支援パッケージ「Toyota Safety Sense C」が採用され、ガソリン車の「G」・「Si」及びハイブリッド車全車に標準装備、ガソリン車の「X（「V Package」、サイドリフトアップシート装着車を含む）」にメーカーオプション設定。また、小さなすり傷を自己修復する特徴を持つクリア塗装「セルフリストアリングコート」をすべてのボディカラーに採用した。さらに、発売当初はガソリンのみの設定だったエアログレード「Si」のハイブリッド仕様「HYBRID Si」が追加設定された。
なお、2015年4月に発売された特別仕様車「X"Delight Plus"」にも、「Toyota Safety Sense C（ガソリン車はメーカーオプション設定、ハイブリッド車は標準装備）」と「クリアリストアリングコート」を採用する一部改良を受け、継続販売される。
2016年4月20日
「Si"G's"」を発売。
2016年の東京オートサロンに出展させていたコンセプトカーの市販バージョンで、3代目ベースの「Si"G's"」は先代の「Si"G's Version EDGE"」に近い仕様となっており、足まわりに全高を約15mmダウンさせた専用チューニングサスペンションをはじめ、専用剛性アップパーツやフロア下空力パーツを採用。外観はフロントフェイス（大型バンパー・グリル）を専用デザインに変更したほか、18インチタイヤにはブリヂストン製のPOTENZA RE050Aを、18インチアルミホイールにはエンケイ製をそれぞれ採用。内装は専用フロントスポーツシートをスエード調表皮と合成皮革を組み合わせてシルバーステッチを施した仕様に変更し、オプティトロンメーターは高輝度シルバーパネル・レッド照明・「G's」ロゴ入りの専用仕様となった。そのほか、LEDイルミネーションビームや専用リア大型バンパーなどを装備し、左右フェンダーとバックドアには先代同様に「G's」専用エンブレムを装着した。
2016年7月6日
特別仕様車「Si"W×B"」を発売。
「W×B」はWHITEとBLACKの頭文字を掛け合わせたもので、元々カローラフィールダーのグレード名として用いられており、同年5月10日にカローラシリーズ誕生50周年記念特別仕様車として発売されたカローラアクシオに続いての設定となる。「Si」をベースに、内装色に特別設定色のブラック×ブラックを採用して天井やピラーなどの内装をブラックで統一されたほか、センタークラスターパネル・サイドレジスターベゼル・マルチインフォメーションディスプレイフードにピアノブラック塗装を施した。さらに、ファブリックと合成皮革を組み合わせ、アクセントカラーとしてホワイトのステッチを施した専用シート表皮を採用。外観はフロントグリルのベース部・LEDヘッドランプ・LEDクリアランスランプにブラック塗装を、フロントグリルモールにダークメッキを、フロントフードモール・フロントバンパーロアモールにスモークメッキ、フロントフォグランプにスモークメッキベゼルをそれぞれ採用。ドアハンドル（インサイドのフロント及びアウトサイド）にメッキを施し、ハイボスカル製の専用エンブレムを装着した。機能面ではワンタッチスイッチ付デュアルパワースライドドアとクルーズコントロールを特別装備した。ボディカラーは特別設定色の「アイスチタニウムマイカメタリック」を含む4色を設定した。本仕様車は、ガソリン車・ハイブリッド車共に設定される。
2017年7月3日
マイナーチェンジ。
キャッチフレーズは「これからのスタイル」で、CMキャラクターには新垣結衣を起用。
外観はBi-Beam LEDヘッドランプ（オートレベリング機構付）と面発光のLEDクリアランスランプを採用し、フロントグリルを大きな面形状に変更。リアのコンビネーションランプとバックドアガーニッシュをワイド感を強調した新意匠に変更した。エアロ仕様の「Si」は「ハ」の字をテーマにしたスタイルとなり、ガソリン車は切削光輝加工とダークグレーメタリック塗装を施した専用16インチアルミホイールを標準装備した。ボディカラーは「X」・「G」専用色の「ダークシェリーマイカメタリック（ノア専用色）」と「オーシャンミントメタリック」、「Si」専用色の「ダークバイオレットマイカメタリック」の3色を廃止する替わりに、「ラグジュアリーホワイトパールクリスタルシャインガラスフレーク（メーカーオプション）」と「X」・「G」専用色の「アバンギャルドブロンズメタリック」を追加し、ヴォクシー専用色だった「ブラッキッシュアゲハガラスフレーク（メーカーオプション）」が「Si」専用色として設定され、「シルバーメタリック」は「X」・「G」専用色に移行した。
内装はオプティトロンメーターにリング幅を細くした丸形リングを採用。「G」と「Si」において天井までブラックで統一してピアノブラック塗装をあしらい、「G」には専用内装色として「フロマージュ&ブラウン」を設定した（注文時の指定が必要）。
そのほか、助手席シートバックに格納式テーブル（カップホルダー2個付）を、インストルメントパネルのセンターロア部に充電用USB端子（2個）をそれぞれ追加したほか、クルーズコントロールやウインドシールドガラスを全車に標準装備し、ハイブリッド車にはボックス背面に充電用USB端子2個を備えた蓋付センターコンソールボックスも標準装備。パワースライドドア（「X」のガソリン車はオプション設定）には、閉める途中にフロントドアハンドルのセンサーに触れると施錠予約ができるスマートロック操作機能を追加。スライドドアには遮音性向上のためシールを追加し、空力パーツの追加やボディ剛性の向上、ショックアブソーバーの改良を行った。
また、「X」は廉価パッケージの「V Package」を廃止する替わりに、乗降時にセカンドシートが回転・前傾する「サイドリフトアップチルトシート装着車」をパッケージオプションとして設定し、10月に発売予定であることも発表された。
2017年9月19日
「Si"GR SPORT"」を追加。
「Si」のガソリン2WD車・7人乗り仕様をベースに、外観はホワイト塗装+GRロゴ入りブレーキキャリパーと専用エンブレム（前後・サイド）を装備。内装はGRロゴ入りのスポーツシートやメーター、専用スタートスイッチ、アルミペダル、小径ステアリングホイールを装備し、ドアトリムやフロントシートなどに専用加飾やシルバーステッチを、本革巻シフトノブにディンプル+シルバーステッチをそれぞれ施した。さらに、サスペンションに専用チューニングを施し、ブレースを追加した。
2017年11月24日
特別仕様車「Si"W×B"」を発売。
今回は内装色において、従来仕様に相当する「ブラック」に加えて特別設定色の「ブラック&フロマージュ」が設定されたほか、装備面ではリアオートエアコンやLEDルームランプが追加された。また、ボディカラーが一部入れ替わり、従来仕様に引き続き設定される「ホワイトパールクリスタルシャイン（メーカーオプション）」と「ブラック」に加え、「ラグジュアリーホワイトパールクリスタルシャインガラスフレーク（メーカーオプション）」と「ブラッキッシュアゲハガラスフレーク（メーカーオプション）」が新たに設定された。
2018年6月
衝突回避支援パッケージの名称を「Toyota Safety Sense C」から、「Toyota Safety Sense」に変更している。（公式発表なし）
2019年1月7日
一部改良。同時に特別仕様車「Si"W×B II"」を発売し、モデリスタコンプリートカー「MULTI UTILITY」を発表（「MULTI UTILITY」は4月4日発売）。
衝突回避支援パッケージ「Toyota Safety Sense」において、プリクラッシュセーフティに昼間の歩行者検知機能を追加するとともに、インテリジェントクリアランスソナー（パーキングサポートブレーキ(静止物)）が新たに設定され、「X（ガソリン車の「サイドリフトアップチルトシート装着車」、「ウェルジョイン」を含む）」にオプション設定、「G」と「Si」に標準装備された。
特別仕様車「Si"W×B II"」は2017年11月に発売された「Si"W×B"」のバージョンアップ仕様で、今回は専用シート表皮のデザインがブラックとフロマージュの縦縞のグラデーションに変更されたほか、装備面では6スピーカーが追加され、ガソリン車にはハイブリッド車ではベース車に標準装備されているリアオートエアコンも装備された。
「MULTI UTILITY」（通称MU）は、「Si（特別仕様車"W×B II"を含む）」・「X」のガソリン8人乗り車をベースにサードシートを取り払い、オーク木目調ロンリューム張りのラゲージフロアを架装した5人乗り仕様。
2020年4月
仕様変更（公式発表なし）。
WLTCモード走行による排出ガス及び燃料消費率（ハイブリッド車はJC08モード走行による燃料消費率も併記）に対応。ハイブリッド車は「平成30年排出ガス基準75%低減レベル認定（☆☆☆☆☆）」を取得したが、JC08モード走行による燃料消費率が低下（23.8km/L → 22.8km/L）したため、「2020年度燃費基準+30%」達成となった。また、ハイブリッド車はフロントフェンダーに装着されていたHYBRIDエンブレムが廃止された。
2020年5月1日
東京都を除く全ての地域での全車種併売化に伴い、トヨタ店、トヨペット店、ネッツトヨタ多摩・ネッツトヨタ東都を除くネッツ店での販売を開始。姉妹車のヴォクシー・エスクァイアと一緒に併売される。
2020年10月1日
特別仕様車「Si"W×B III"」が発売された。
2019年1月に発売された「Si"W×B II"」のバージョンアップ仕様で、オート電動格納式リモコンドアミラーにメッキ加飾、本革巻き3本スポークステアリングホイールに黒木目調加飾がそれぞれ施され、ガソリン車には本革巻きシフトノブも装備。機能面ではフロントドア・スライドドア・リアクォーターガラスがスーパーUVカット機能に、フロントドアガラスが撥水機能付&IRカット機能付に、ルームランプがLEDにそれぞれグレードアップされ、「ナノイー」が特別装備された。
2021年9月23日
4代目への準備のため、オーダーストップ。

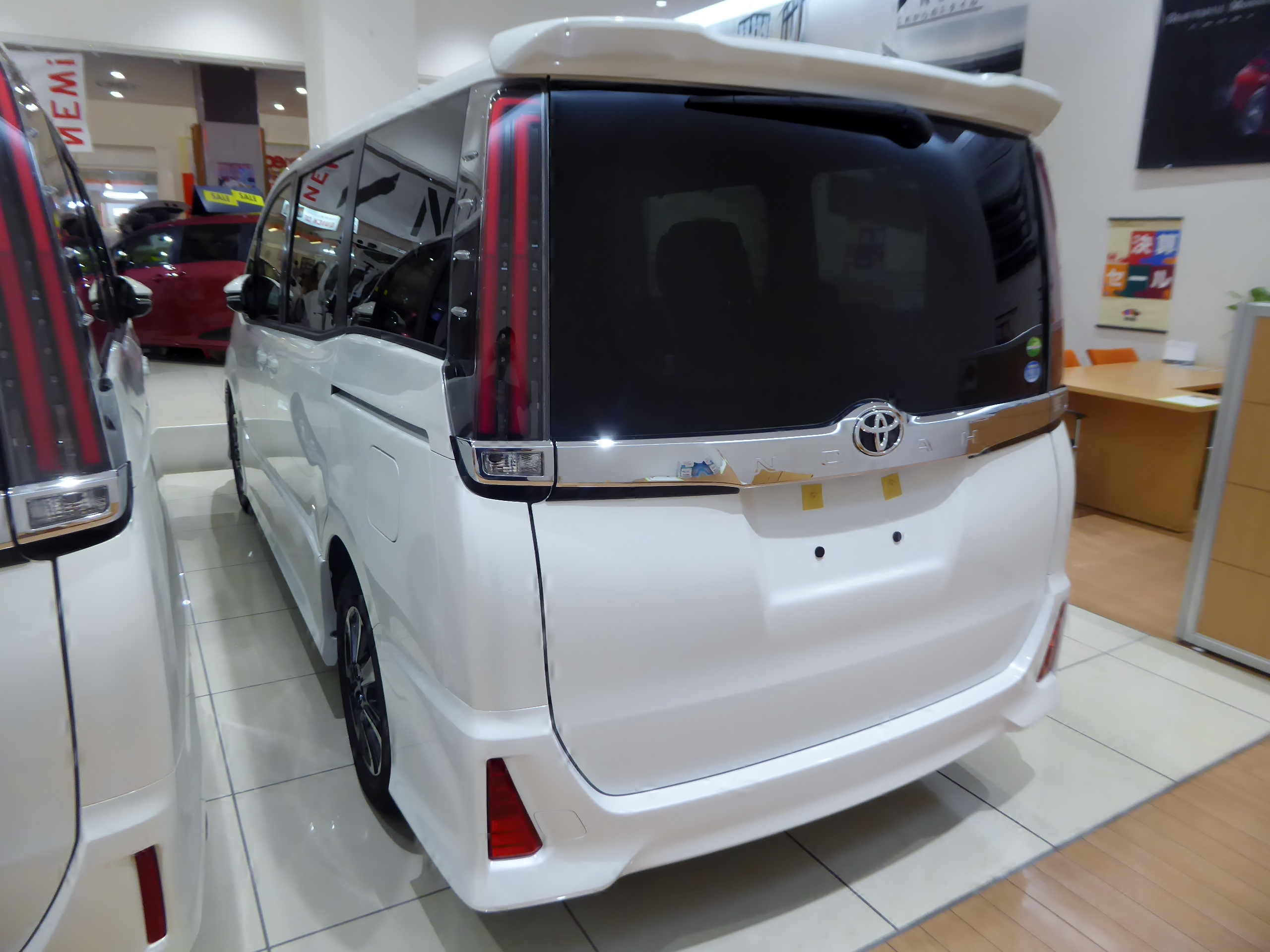
2017年7月改良型 Si リヤ
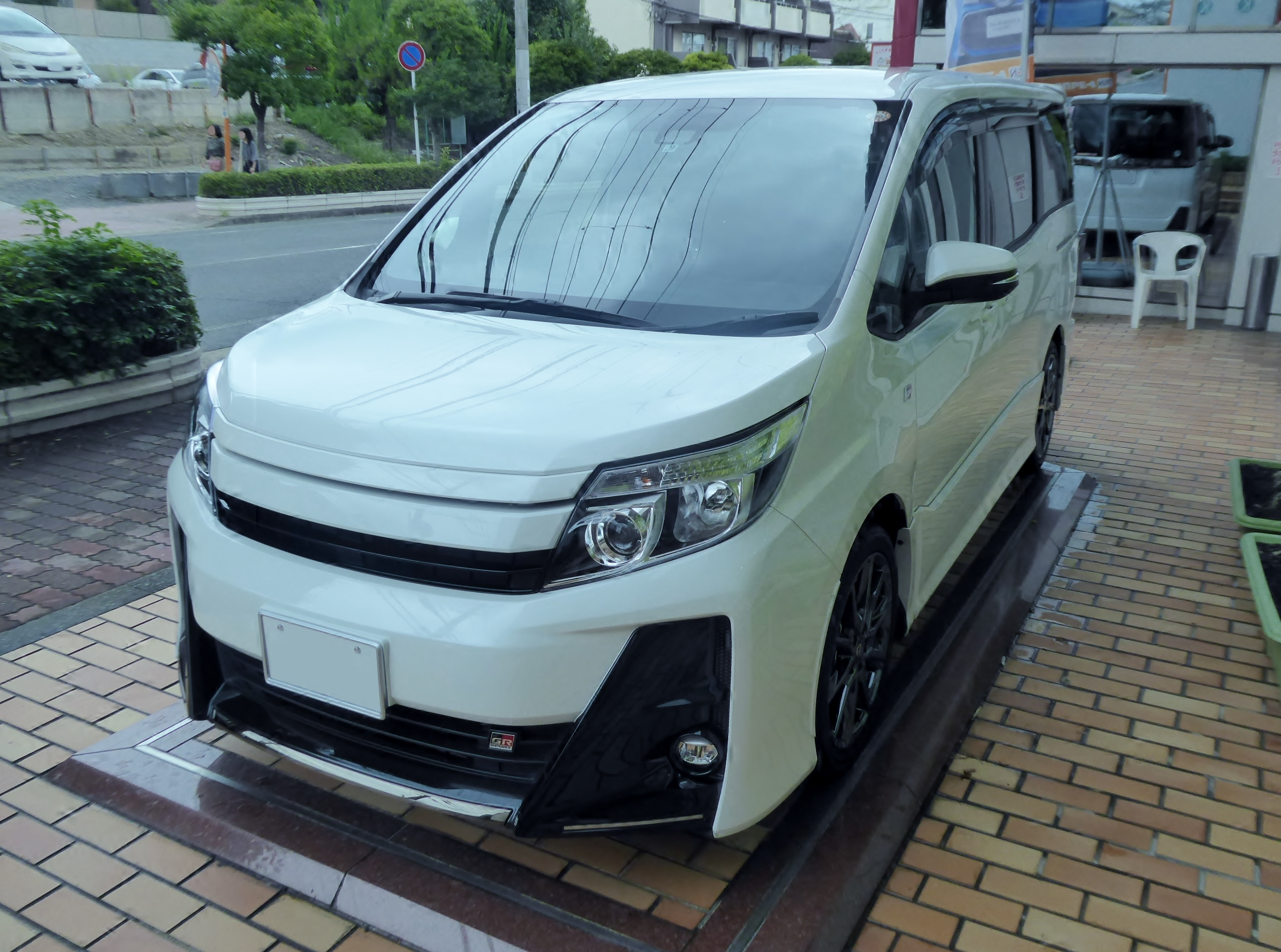
2017年7月改良型 Si"GR SPORT"
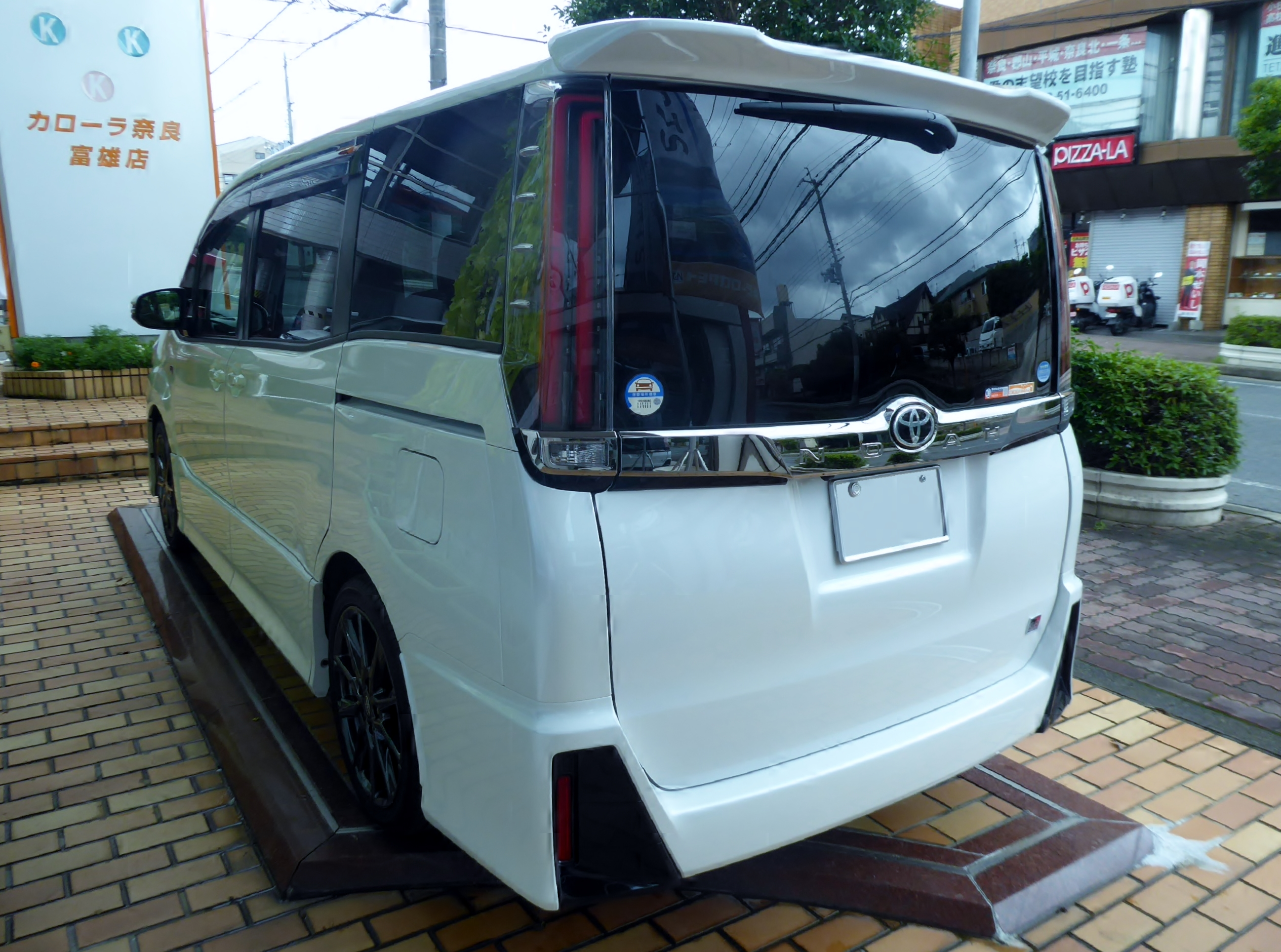
2017年7月改良型 Si"GR SPORT" リヤ
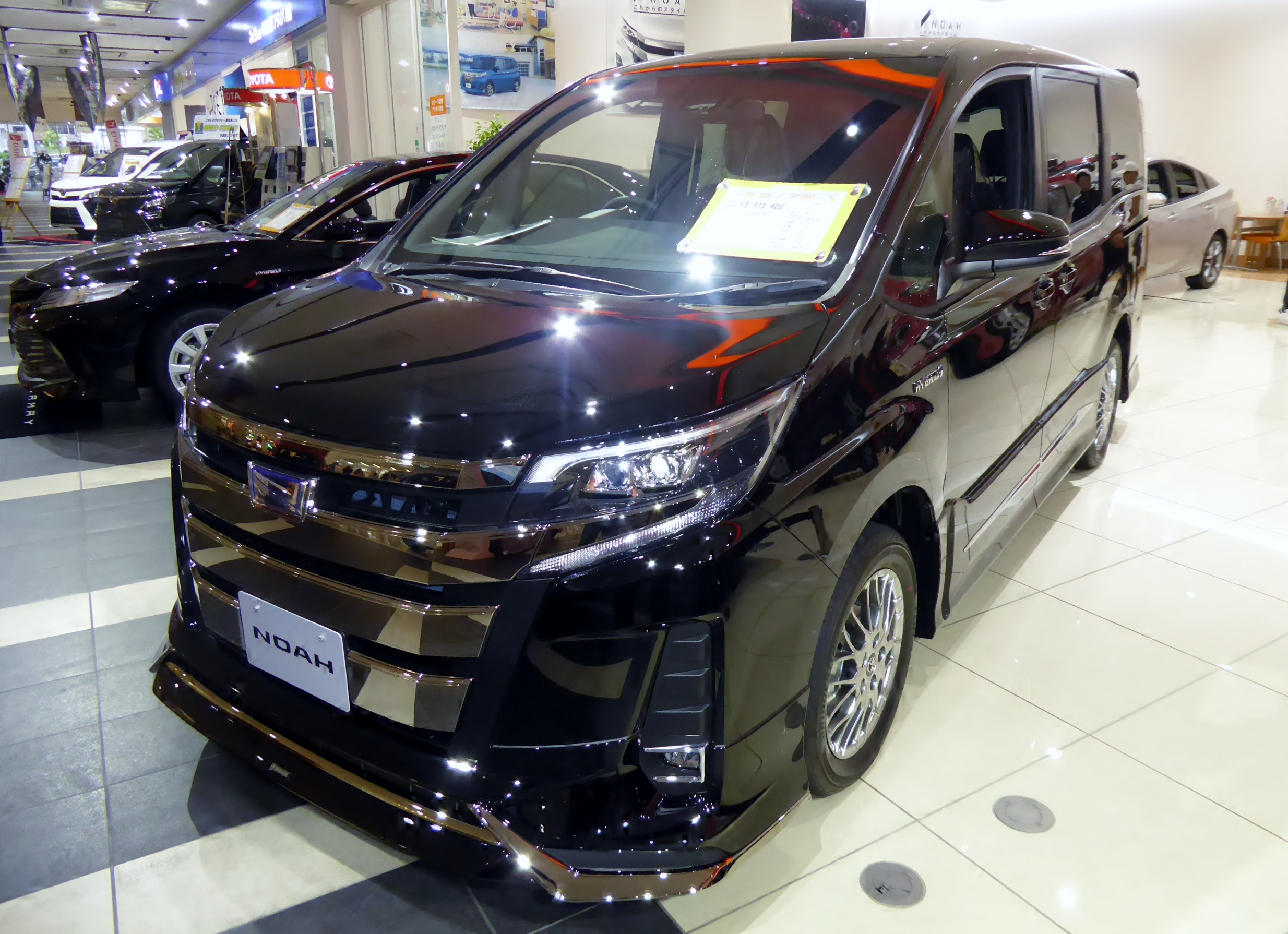
2017年7月改良型 HYBRID Si
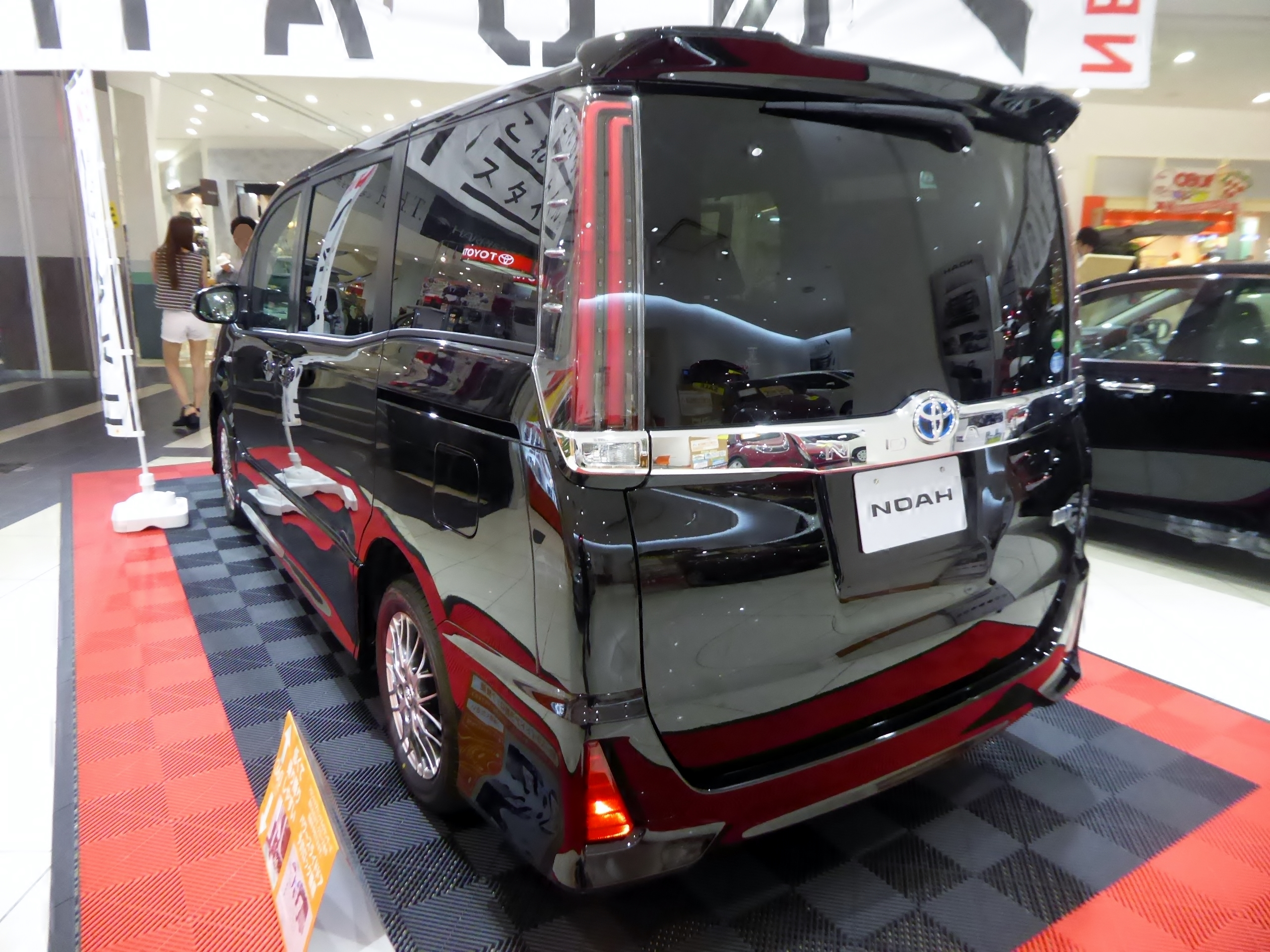
2017年7月改良型 HYBRID Si リヤ
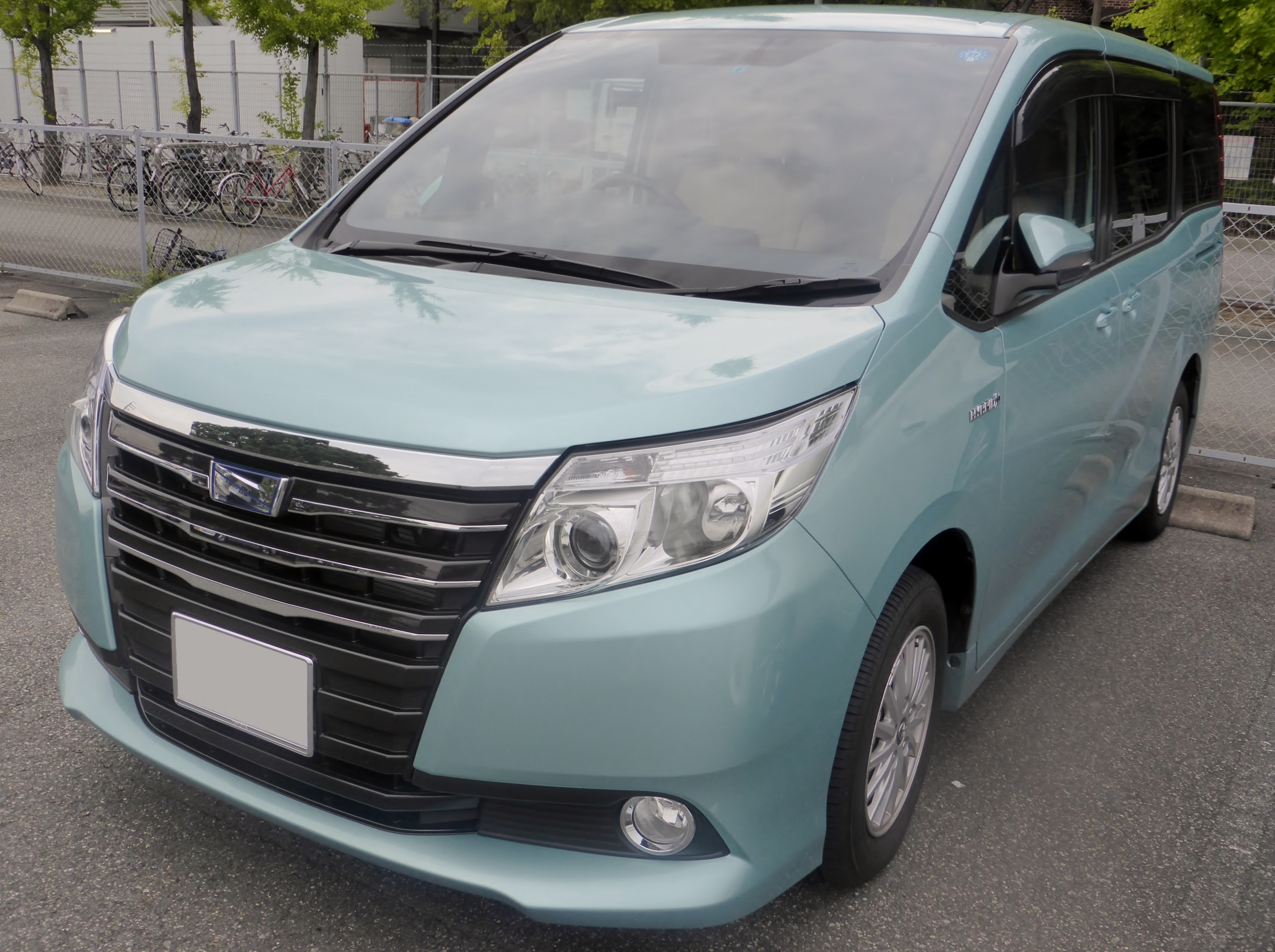
2014年1月発売型 HYBRID G （2014年1月 - 2017年7月）
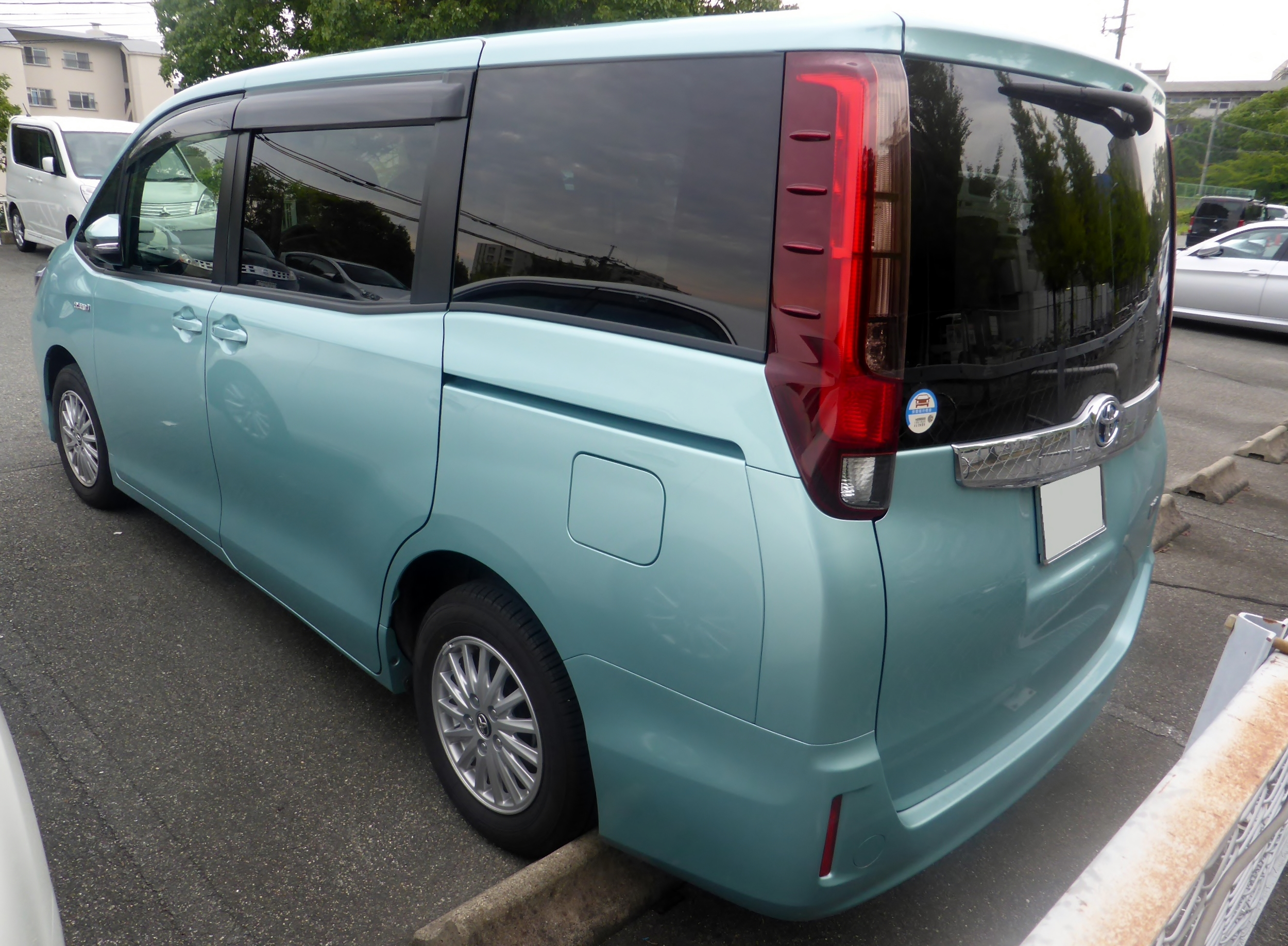
2014年1月発売型 HYBRID G リヤ
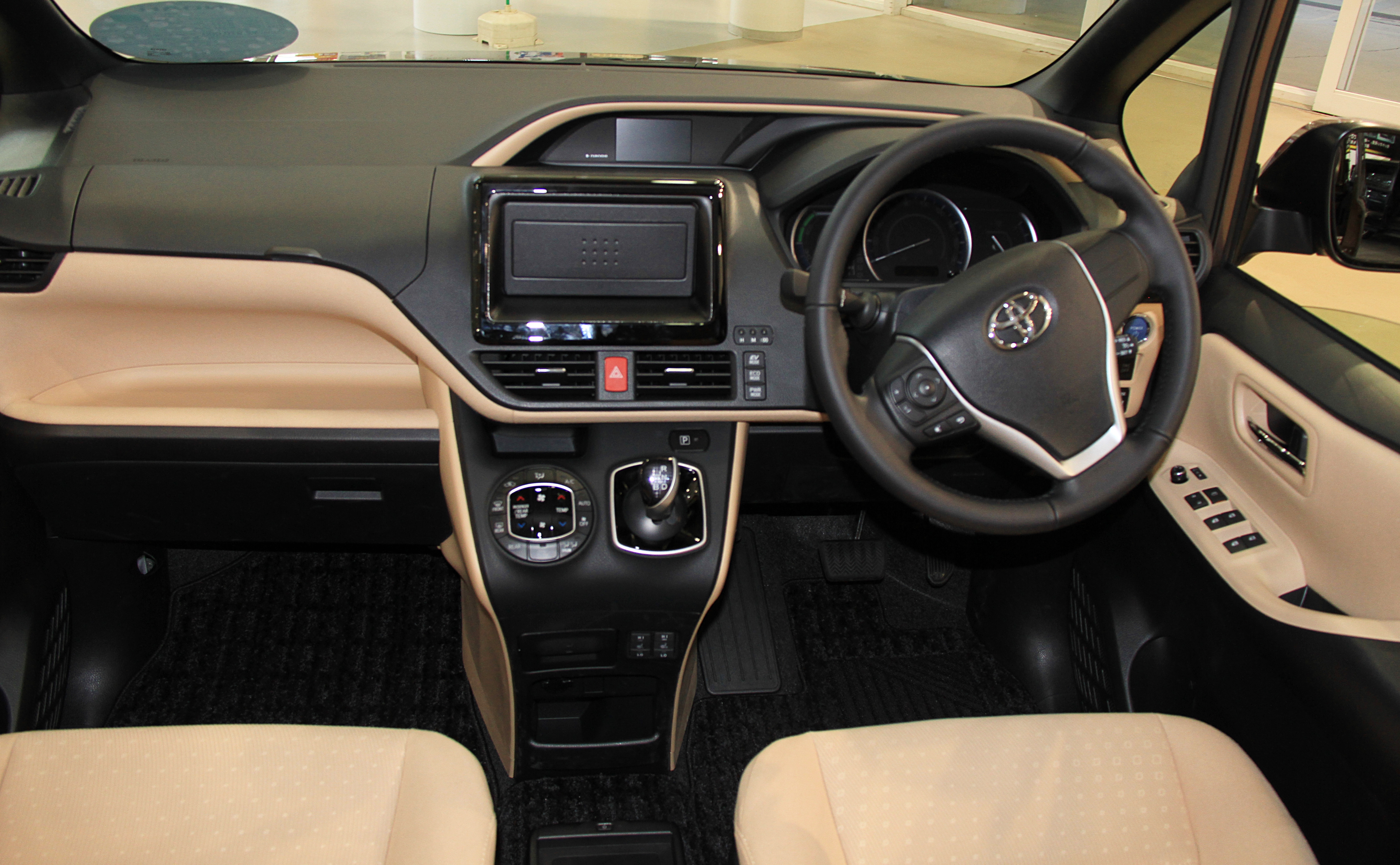
2014年1月発売型 HYBRID G インテリア
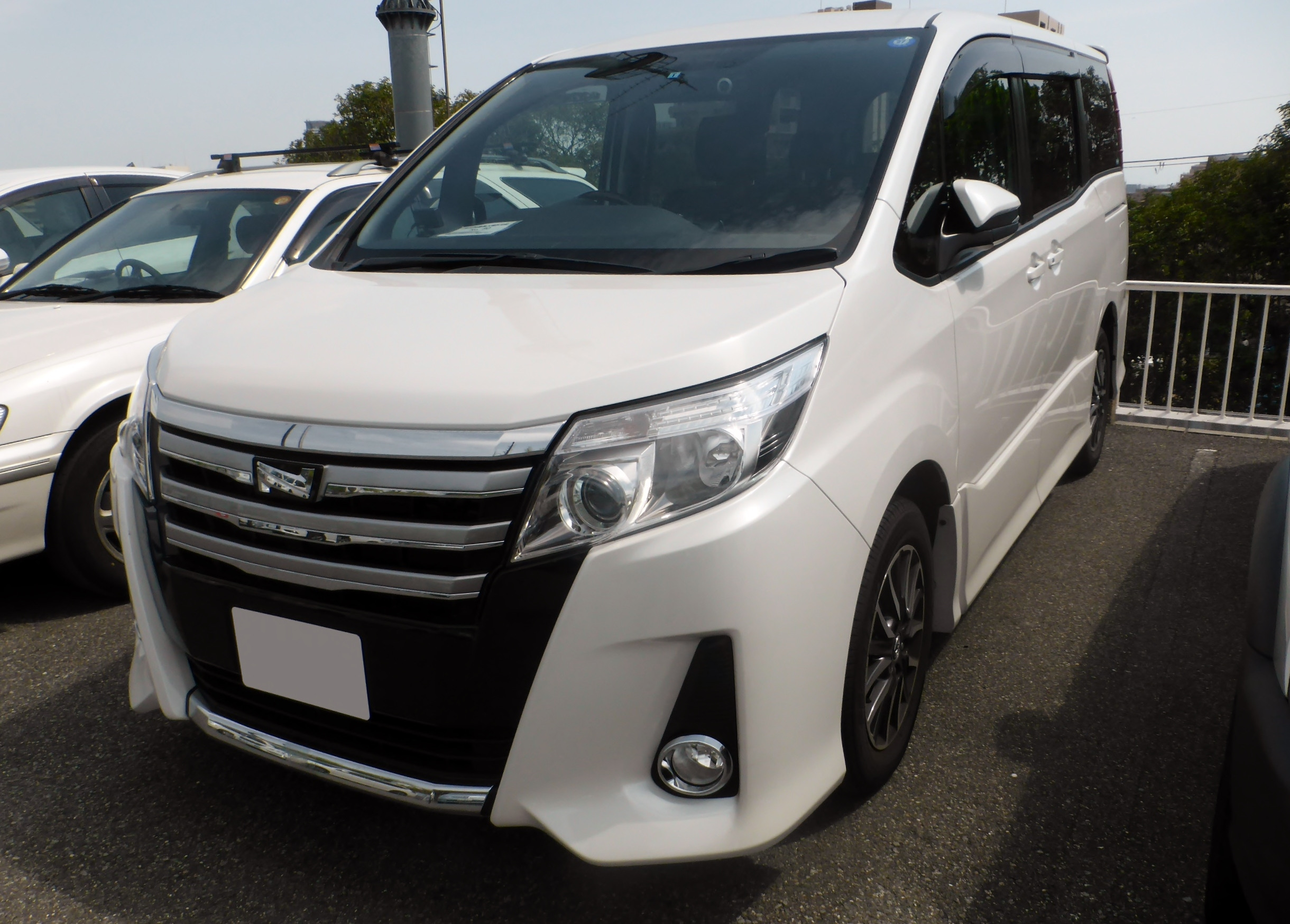
2014年1月発売型 Si
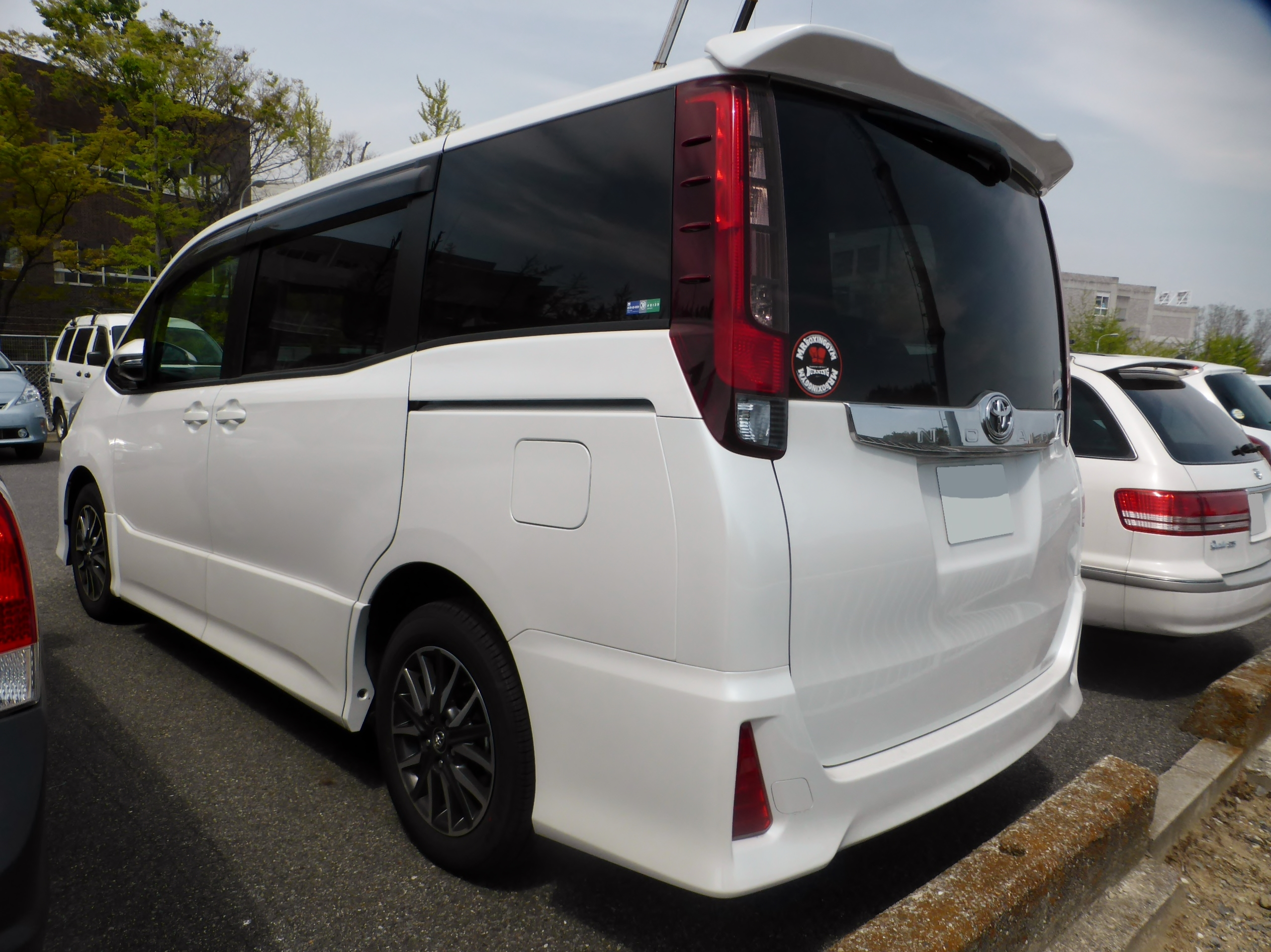
2014年1月発売型 Si リヤ
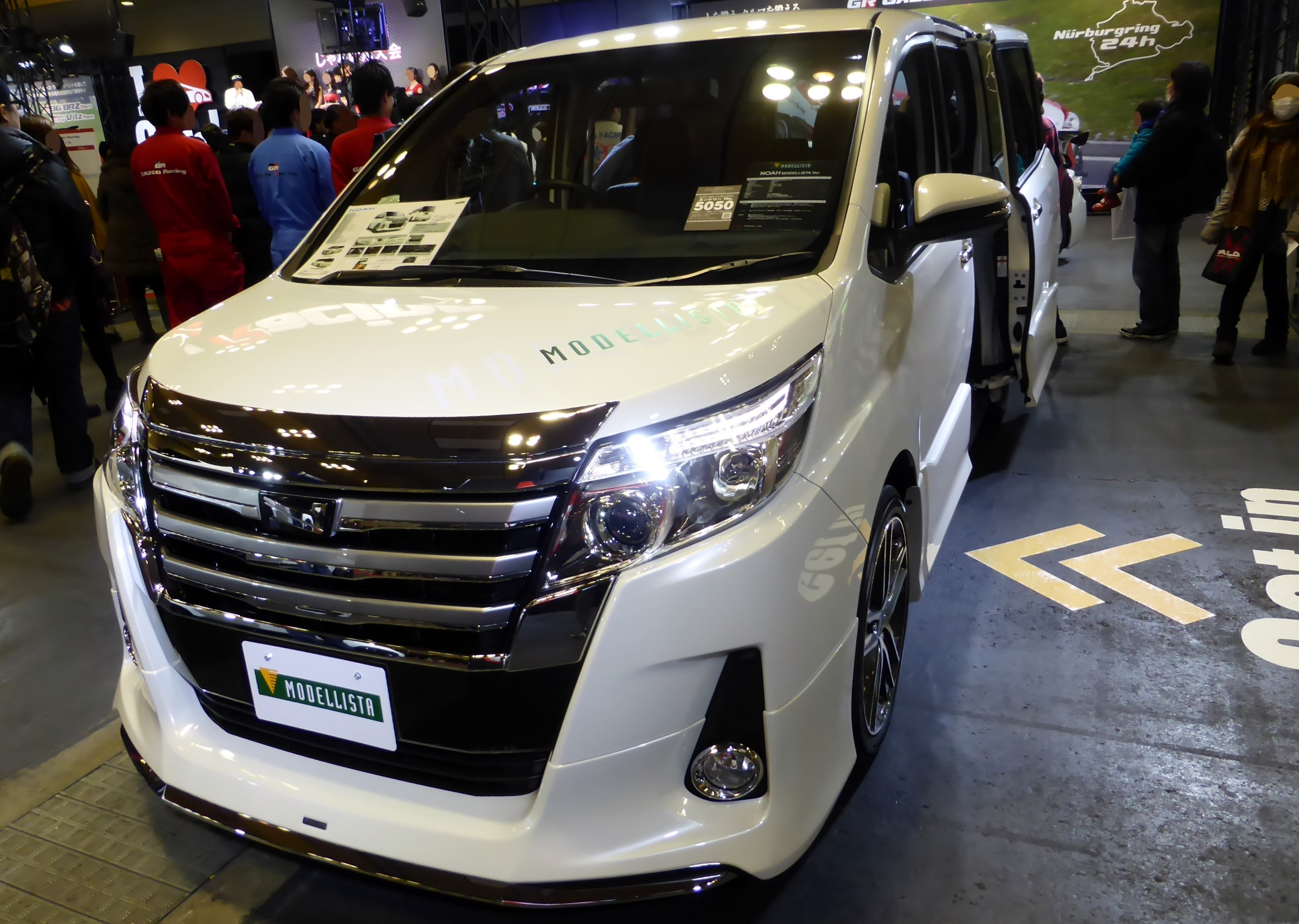
2014年1月発売型 モデリスタバージョン コンセプト
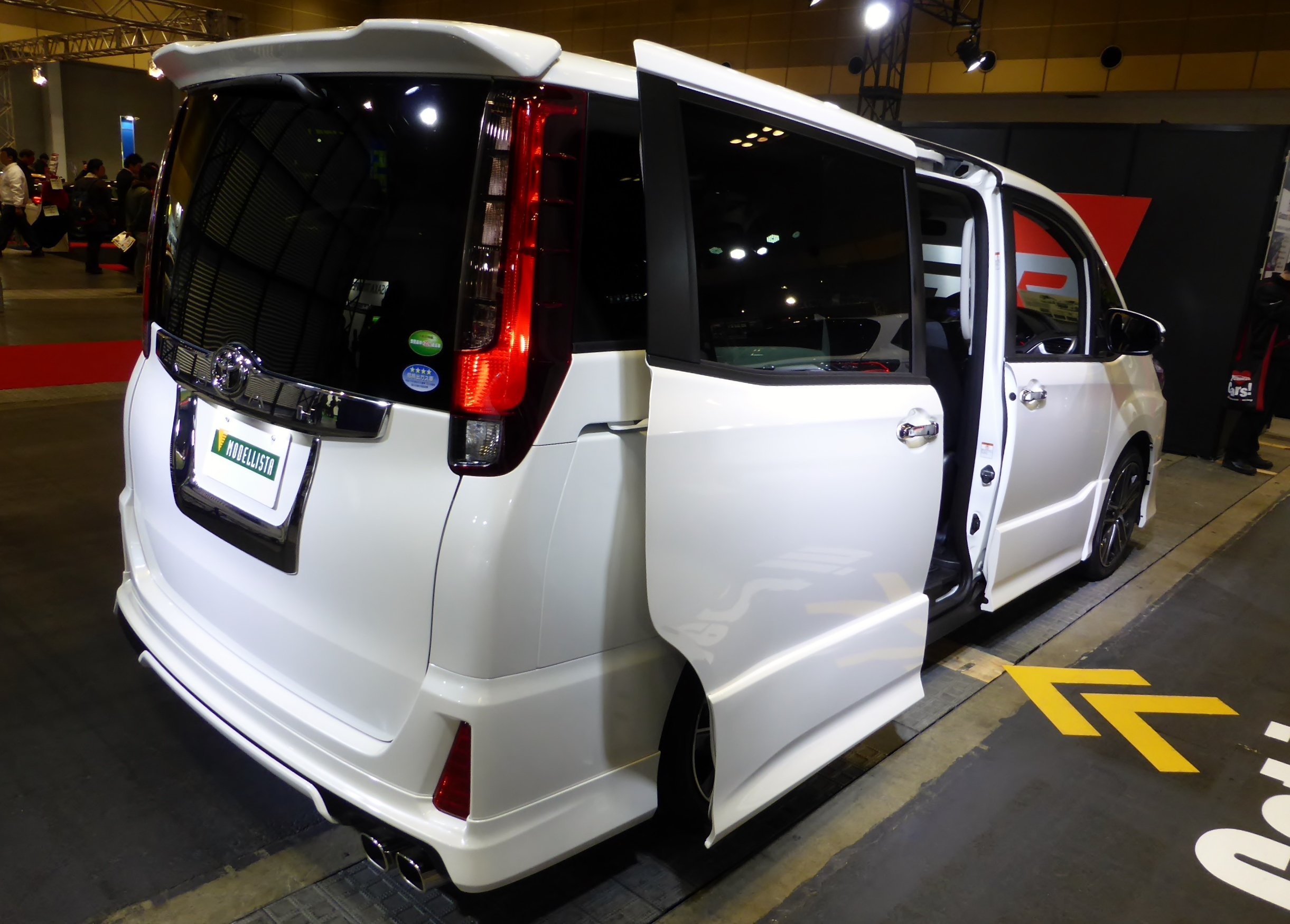
2014年1月発売型 モデリスタバージョン コンセプト リヤ
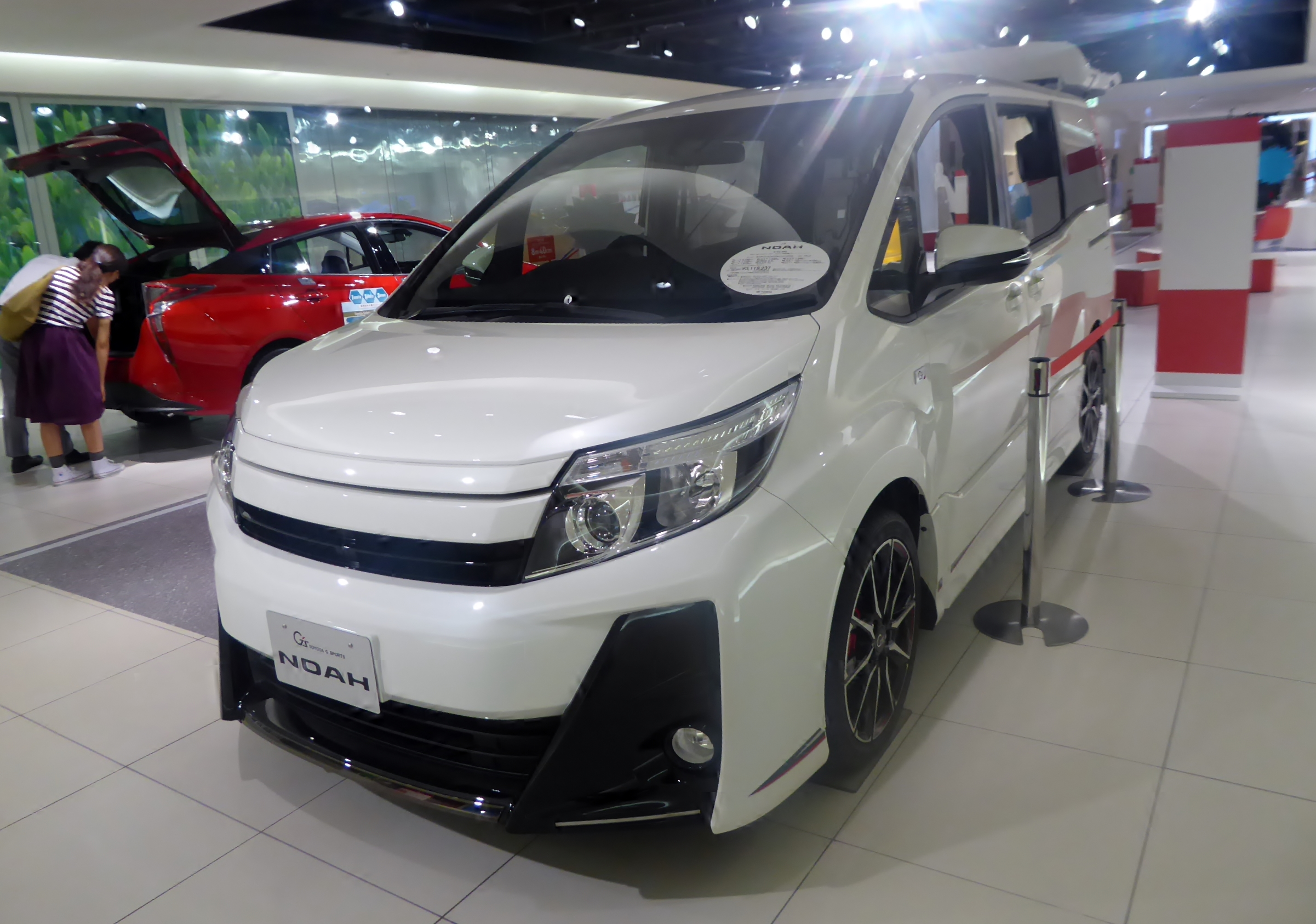
2014年1月発売型 Si G's
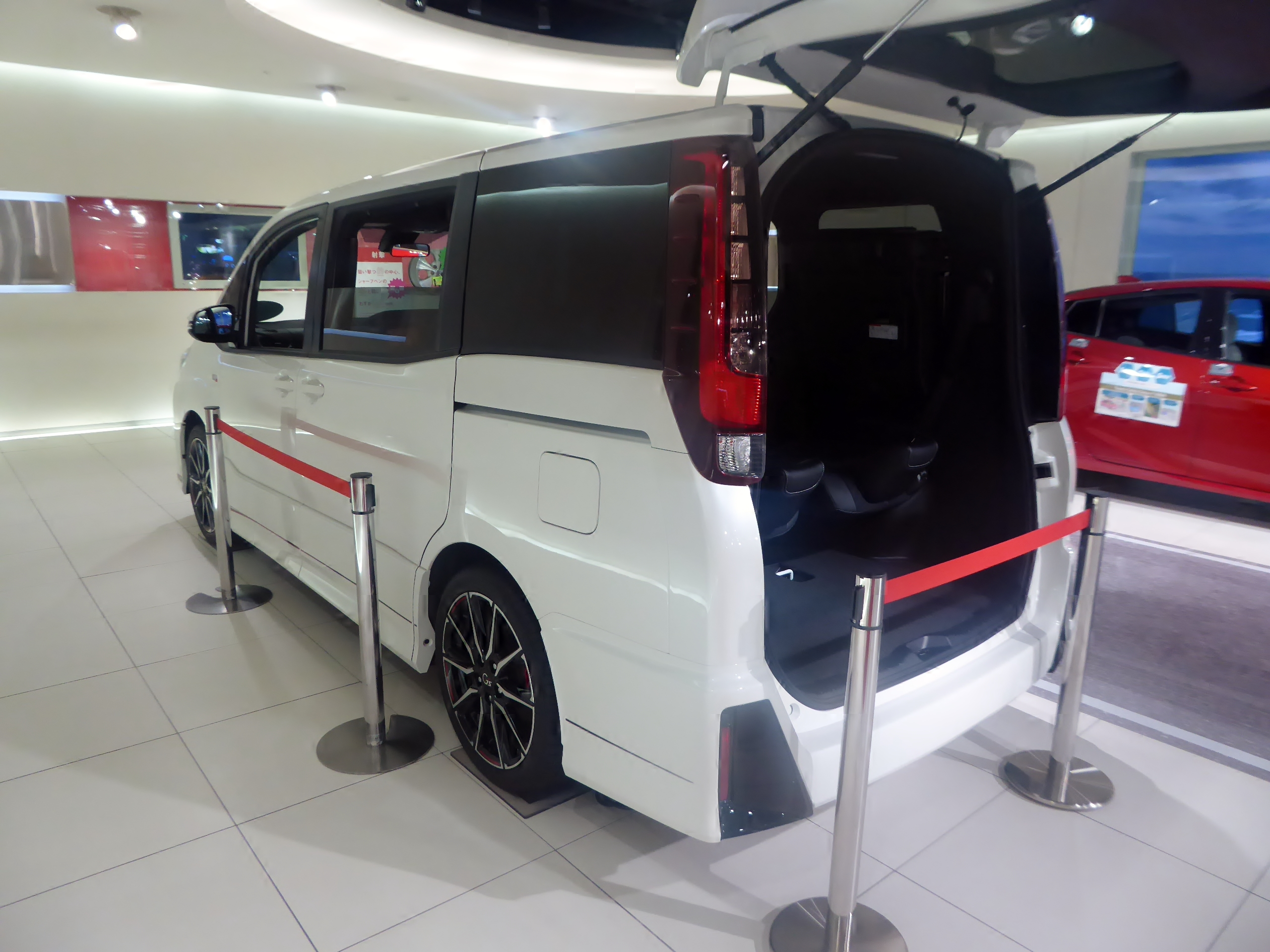
2014年1月発売型 Si G's リヤ

## 4代目 R90W型（2022年 - ）
4代目はTNGAに基づいたGA-Cプラットフォームを採用。
パワートレインはハイブリッド車はエンジンは3代目から2ZR-FXE型を踏襲するものの、電動モジュールが刷新され、モーターやバッテリーの高出力化並びにシステムを高効率化。また、3代目では設定されていなかったハイブリッド車の四輪駆動モデルを設定。リアモーターを搭載した電気式四輪駆動「E-Four」として新設定されたが、ノア用の「E-Four」はモーター出力の向上により4WD作動領域や後輪へのトルク配分が拡大され、コーナリング中の前後輪トルク配分を制御することで操縦安定性を高める改良型として採用された。ガソリン車はエンジンを2.0LダイナミックフォースエンジンであるM20A-FKS型に換装され、CVTは10速シーケンシャルシフトマチックを備えた「Direct Shift-CVT」に変更。なお、ガソリン車は排出ガス性能の向上により、「平成30年排出ガス基準75%低減レベル（☆☆☆☆☆）」認定が新たに取得された。
予防安全パッケージ「Toyota Safety Sense」は最新化され、プリクラッシュセーフティの検知範囲を自動二輪車（昼）にも拡大するとともに、トヨタ車で初となる交差点で交差する車両や自動二輪車も検知が可能となったほか、歩行者の横断や飛び出しの発生予知など、運転状況に応じたリスクの先読みを行うことで、歩行者・自転車・駐車車両に近づきすぎないようにステアリングやブレーキ操作をサポートするとともに、先行車両や前方のカーブに対して減速操作のサポートも行うトヨタ車初の「プロアクティブドライビングアシスト」を追加。障害物の有無にかかわらず、アクセルの踏み間違いを検知すると加速抑制を行う「プラスサポート」に対応した（販売店装着オプション）。さらに、高度運転支援技術「Toyota Teammate（トヨタ チームメイト）」が新たに導入（「X」を除く全車にメーカーオプション）され、2代目アクアやヤリスに採用されている「アドバンストパーク」は前向き駐車にも対応した改良型となり、ハイブリッド車はドライバーがスマートキーを携帯時に車外から専用アプリをインストールしたスマートフォンを操作して駐車や出庫を可能にするリモート機能をトヨタ車で初搭載。併せて、自動車専用道路の運転において、渋滞時にレーダークルーズコントロールとレーントレーシングアシスト作動中にドライバーが前を向いているなど一定の条件を満たしたときに作動し、認知・判断・操作を支援することでより注意を払った安全運転を可能にするトヨタ車初の「アドバンストドライブ（渋滞時支援）」が備わった。
乗降性も改善され、左右のBピラーにロングアシストグリップを備えるとともに、パワースライドドア装着車にはドア開閉と連動してドアの下部からステップが展開・格納するユニバーサルステップが設定（全車にメーカーオプション）されたほか、「X」を除く全車にはキーを携帯している状態であればフロント下部に足を出し入れするだけでスライドドアが自動開閉する「ハンズフリーデュアルパワースライドドア」をパッケージオプションとして設定された。バックドアには、世界初となる任意の角度で停止を可能とする「フリーストップバックドア」が採用され、パワーバックドア装着車にはトヨタ車で初となる両側のリアクォーターパネル内にスイッチが設置され、車両の横に立った状態で開閉操作が可能となった。
トヨタでは2020年4月の販売チャネル統合以降、兄弟車を中心に車種整理が進んでおり、現にノアの祖先たるタウンエースもライトエースと統合されるなどしてきていたが、当代も引き続きヴォクシーとともにフルモデルチェンジを受ける形となった。デザインはヴォクシーと差別化されており、フロントフェイスは3代目の2017年7月マイナーチェンジモデルで採用されていた面形状のフロントグリルを新意匠に変更の上引き継ぎ、スタンダード仕様はカラード（ボディカラー同色）+メッキモールに、エアロモデルはスモークメッキ+メッキとなる。また、3代目まではフロントに「Noah」の頭文字「N」をモチーフにした専用エンブレムが装着されていたが、当代では前身のタウンエースノア以来となるCIエンブレムを採用している。
3代目まで、ボディの基本は全幅1,700mm以内の5ナンバーサイズ（2代目、3代目のエアロ系グレードはエアロパーツの装着により3ナンバーサイズ）であったが、当代は歴代で初めて全グレードが全幅1,730mmの3ナンバーサイズとなり、5ナンバーサイズのグレードが消滅した。
福祉改造車両「ウェルキャブ」は車いす仕様車、サイドリフトアップチルトシート装着車、ウェルジョイン、助手席リフトアップチルトシート車、ウェルジョイン+助手席リフトアップチルトシートの5種類を設定。このうち、車いす仕様車のタイプI及びタイプIIのサードシート付、サイドリフトアップチルトシート装着車、ウェルジョインは型式指定とすることで持ち込み登録の手間が省かれ、納車までの期間を短縮。車いす仕様車は乗車から固定までの一連の動作をシンプル化する新機構が採用され、架装部分の価格が見直された。タイプIIは型式登録のサードシート付に加え、持ち込み登録車種として、新設定となるサードシート付+助手席リフトアップチルトシートや、8ナンバー（特種用途自動車）登録となるサードシート無も設定。ウェルジョインは前述のユニバーサルステップが標準装備される。ベースグレードは型式登録車種・持ち込み登録車種共に「X」が基本となるが、車いす仕様車、サイドリフトアップチルトシート装着車、助手席リフトアップチルトシート車は「G」と「S-G」（「G」の車いす仕様車はタイプI(車いす1名仕様)のみ、「G」のサイドリフトアップチルトシート装着車はハイブリッド車のみ）にもラインナップされており、型式登録車種の車いす仕様車タイプI（車いす1名仕様）、サイドリフトアップチルトシート装着車、ウェルジョインにはハイブリッド車（2WDのみ）も設定される。

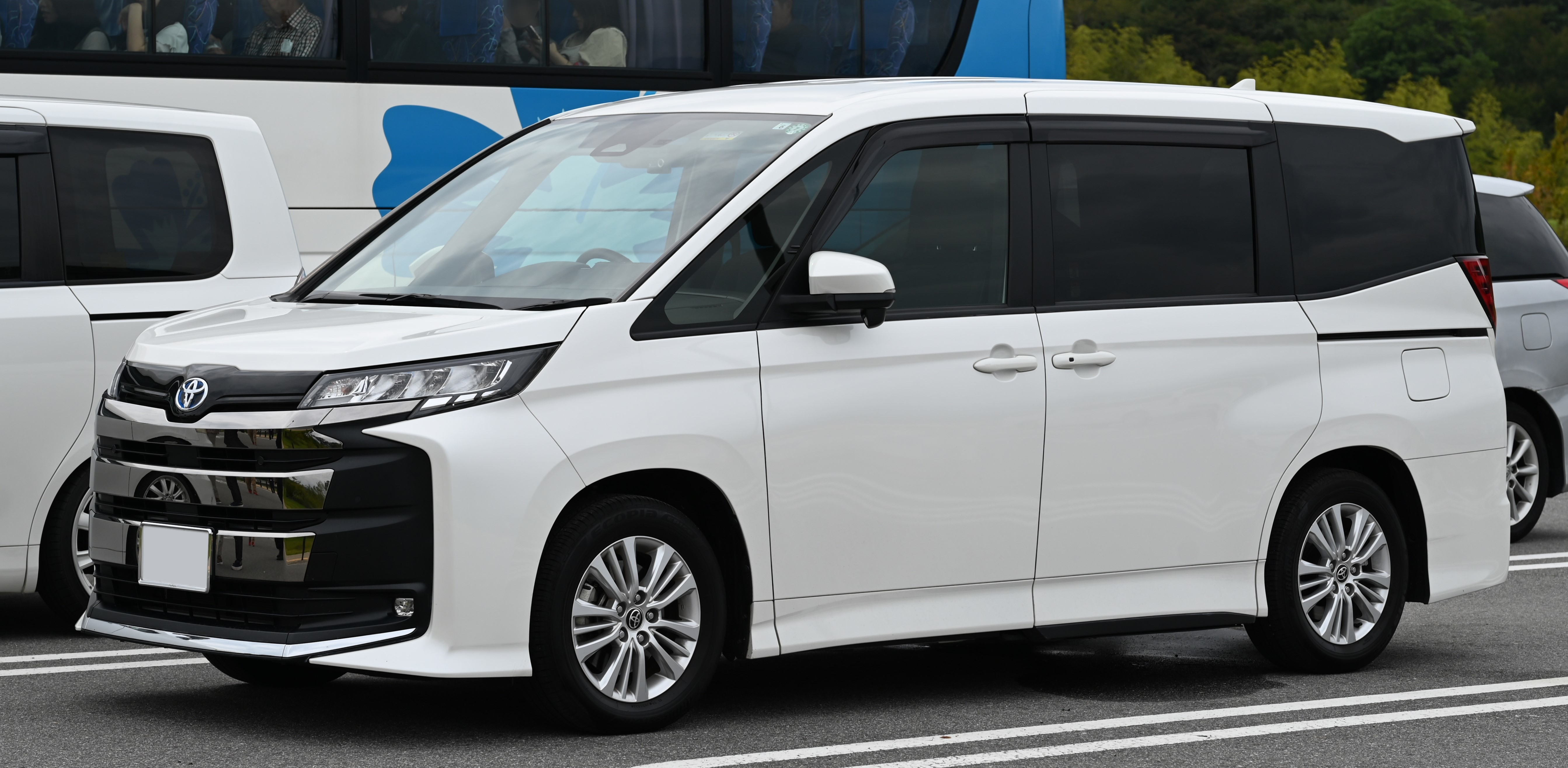
HYBRID S-G 2WD（7人乗り仕様）
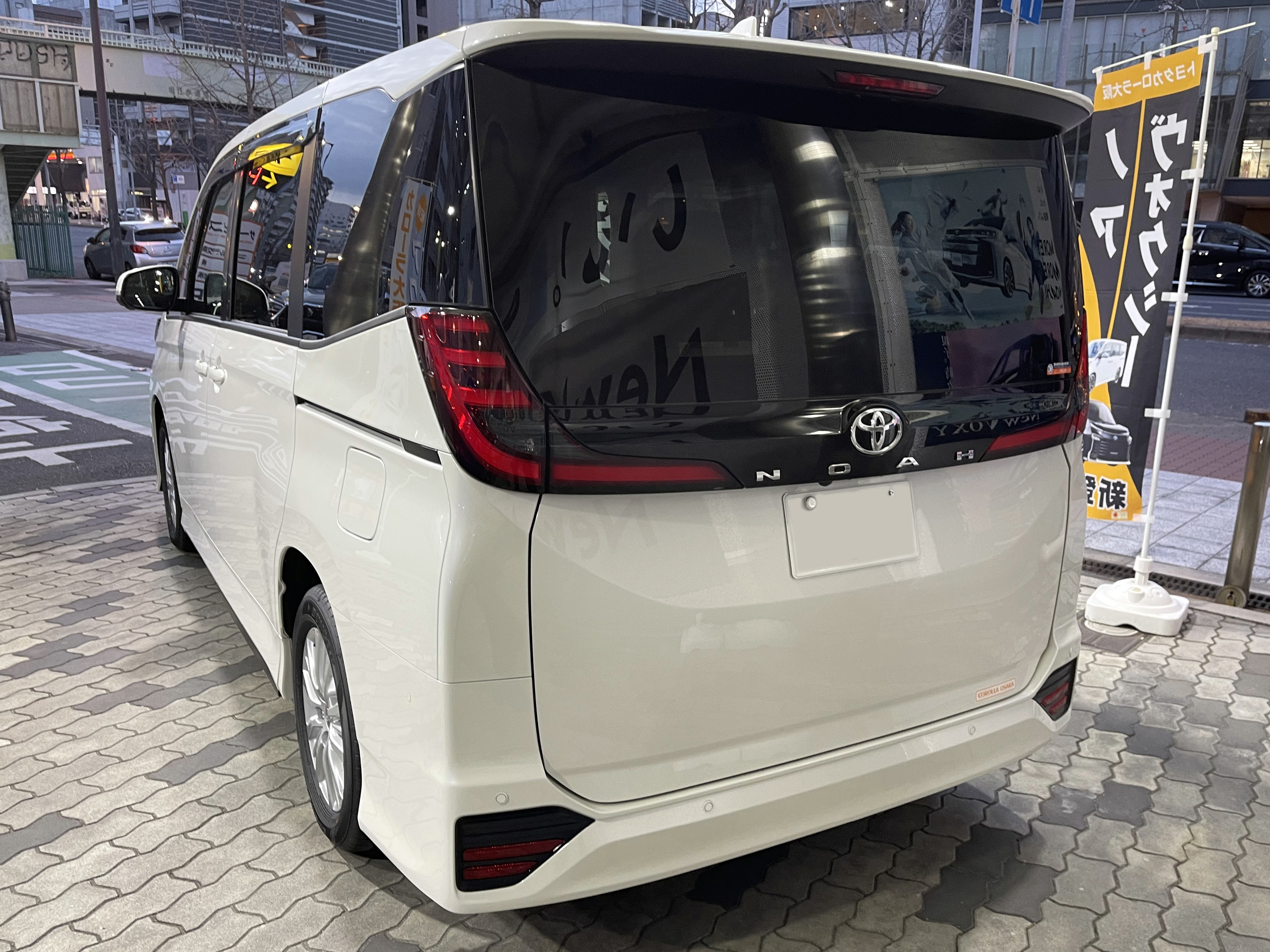
S-G 2WD（7人乗り仕様） リア
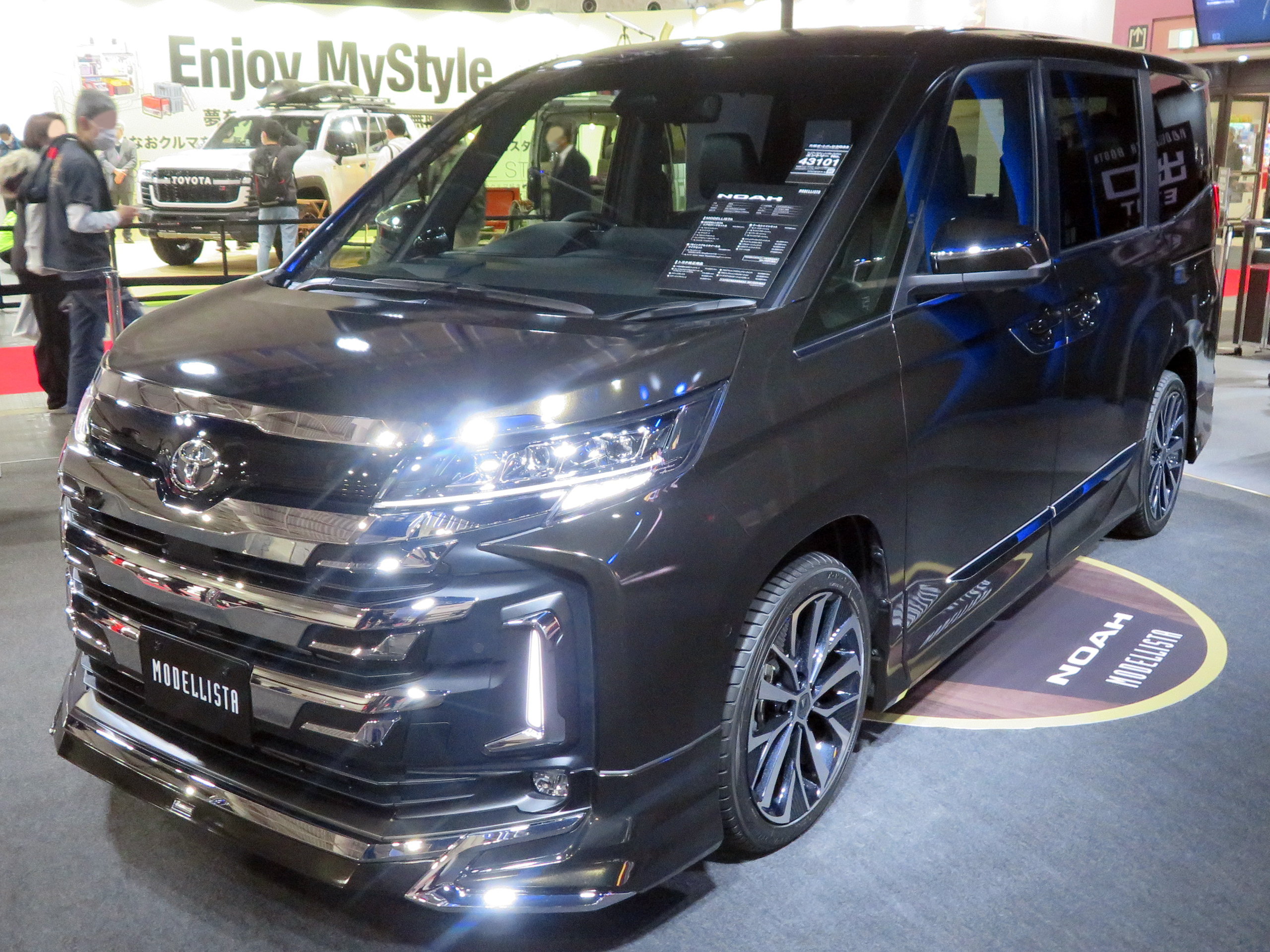
モデリスタエアロ仕様（大阪オートメッセ2022出展車両）
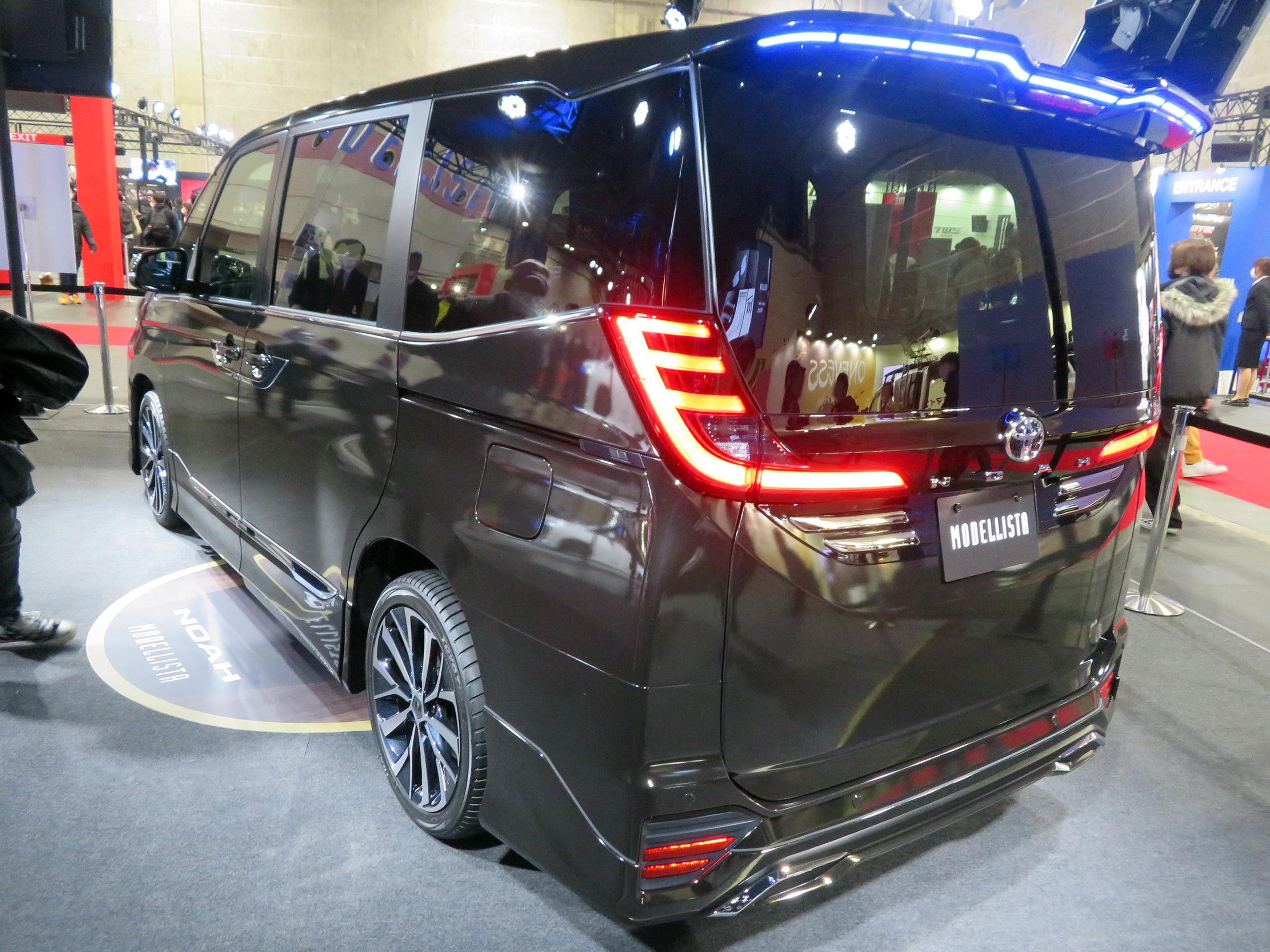
モデリスタエアロ仕様（大阪オートメッセ2022出展車両、リア）
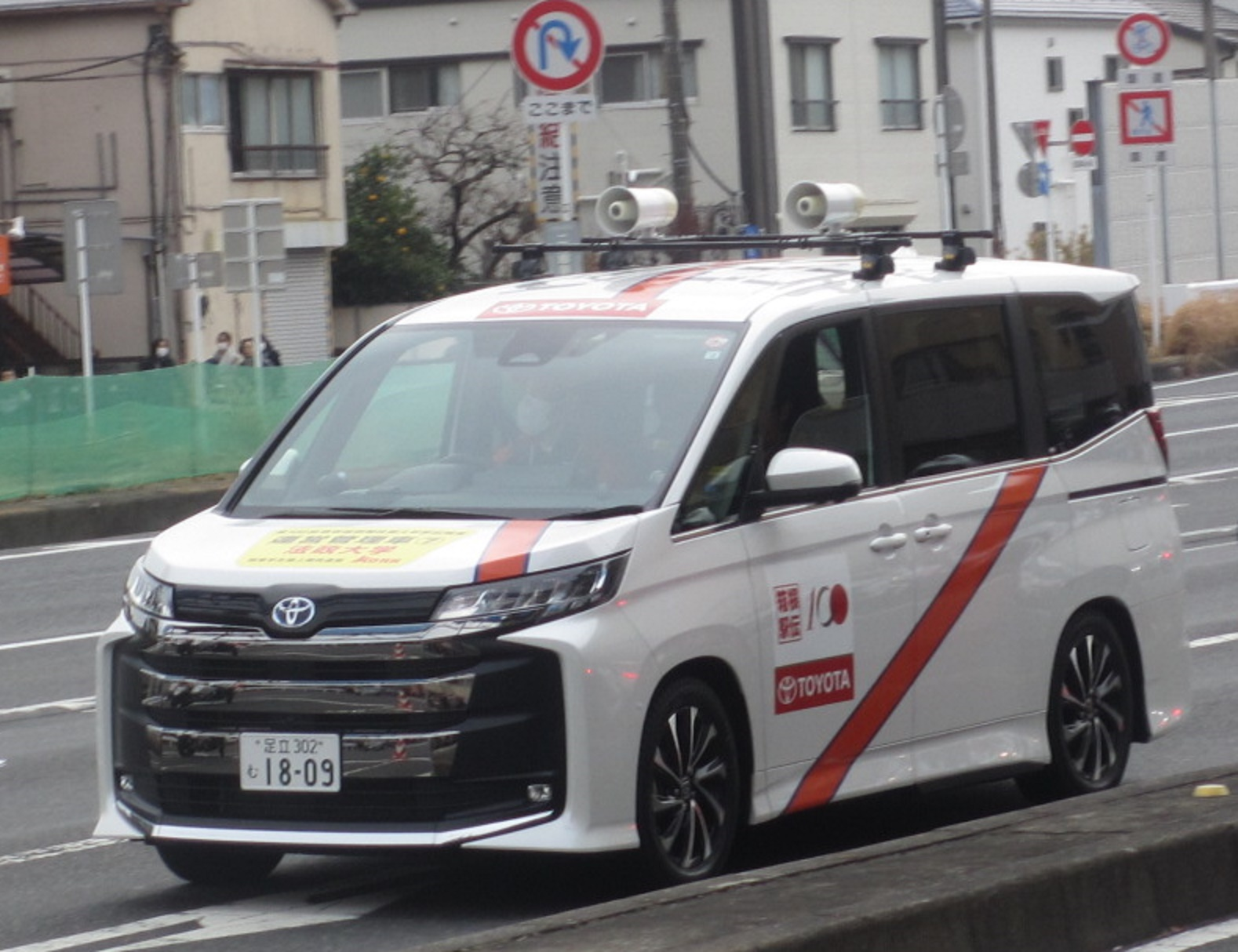
2024年 箱根駅伝 運営管理車 法政大学仕様

### 年表
2022年1月13日
兄弟車のヴォクシーとともにフルモデルチェンジし、同日より販売を開始した（ハイブリッド車は同月下旬より生産開始）。
グレード体系は「X」と「G」を踏襲し、7人乗り専用の上級グレード「Z」を追加。3代目の「Si」に相当するエアロモデルはヴォクシーと共通のグレード名称である「S-G」と「S-Z」に細分化されたことで5グレードとなった（ハイブリッド車は「HYBRID X」・「HYBRID G」・「HYBRID Z」・「HYBRID S-G」・「HYBRID S-Z」となる）。
ボディカラーは3代目（2020年4月仕様変更モデル）から引き継いだホワイトパールクリスタルシャイン（メーカーオプション）以外はすべて刷新され、ヴォクシーとの共通設定となるメタルストリームメタリック、アティチュードブラックマイカ、スパークリングブラックパールクリスタルシャイン（メーカーオプション）に、「X」・「G」・「Z」専用色のスティールブロンドメタリック（ノア専用色）、「S-G」・「S-Z」専用色のグリッターブラックガラスフレーク（新規開発色、メーカーオプション）、レッドマイカメタリック（ノア専用色）の全7色となった。
2022年7月28日
スズキへ4代目ランディとしてOEM供給を開始（発売は8月8日から）。他社へのOEM供給は前身であるタウンエースノア(≒ダイハツ・デルタワゴン)以来21年ぶりであり、日本市場でスズキへOEM供給を行うのは初である。
2022年10月20日
JNCAPの自動車アセスメント2022でファイブスター賞を受賞した。

## 2020年4月までの取扱チャネル
- カローラ店
  - 東京都では、以前はトヨタ東京カローラ、トヨタ西東京カローラで取扱っていたが、2019年4月1日の販売チャネル制度廃止に伴い、東京都内の全販売店（トヨタモビリティ東京、トヨタ西東京カローラ、ネッツ店系列のネッツトヨタ多摩とネッツトヨタ東都）で姉妹車のヴォクシー、エスクァイア共々取り扱う。

## 車名の由来
- 公式には“「ノア」は英語で優しい語感の人名を表し、特別な意味はなく、「ノアの方舟」のノア（NOAH）とも関係はない”としている[20]が、TVCMでは「夢を、はこぶね」や「愛を、はこぶね」と言うキャッチコピーが使われたこともある。